# 2007-es Formula–1 világbajnokság
A 2007. évi, sorrendben 58. Formula–1-es szezon március 18-án kezdődött és október 21-éig tartott. Ezalatt 17 nagydíjat rendeztek meg.
Az 1986-os spanyol nagydíj óta a 2007-es ausztrál nagydíj volt az első, hogy hogy nem volt a mezőnyben Cosworth motorral szerelt csapat. Lewis Hamilton személyében ugyancsak ezen a versenyen szerepelt először a versenyzők között színes bőrű versenyző.
2007 volt az utolsó év, amikor még érvényben volt a Concorde megállapodás, s ennek felbomlása után érvénybe lép az új szerződés, amely a csapatok és Bernie Ecclestone közötti igazságosabb bevétel-elosztásra épül, mert a Mercedes, a Renault, a Toyota, a BMW és a Honda nem volt elégedett a pénzek elosztásának a rendszerével, azzal fenyegetőztek, hogy 2008-tól új bajnokságot indítanak.
A Honda teljesen reklámmentesen indult a versenyeken, vagyis az új autón, a RA107-en nem volt nagyobb szponzorfelirat. 1968, a reklám elterjedése óta ez az első reklámmentes csapat, mely egy egész szezonon keresztül nem hirdet senki mást.

## Változások 2007-ben

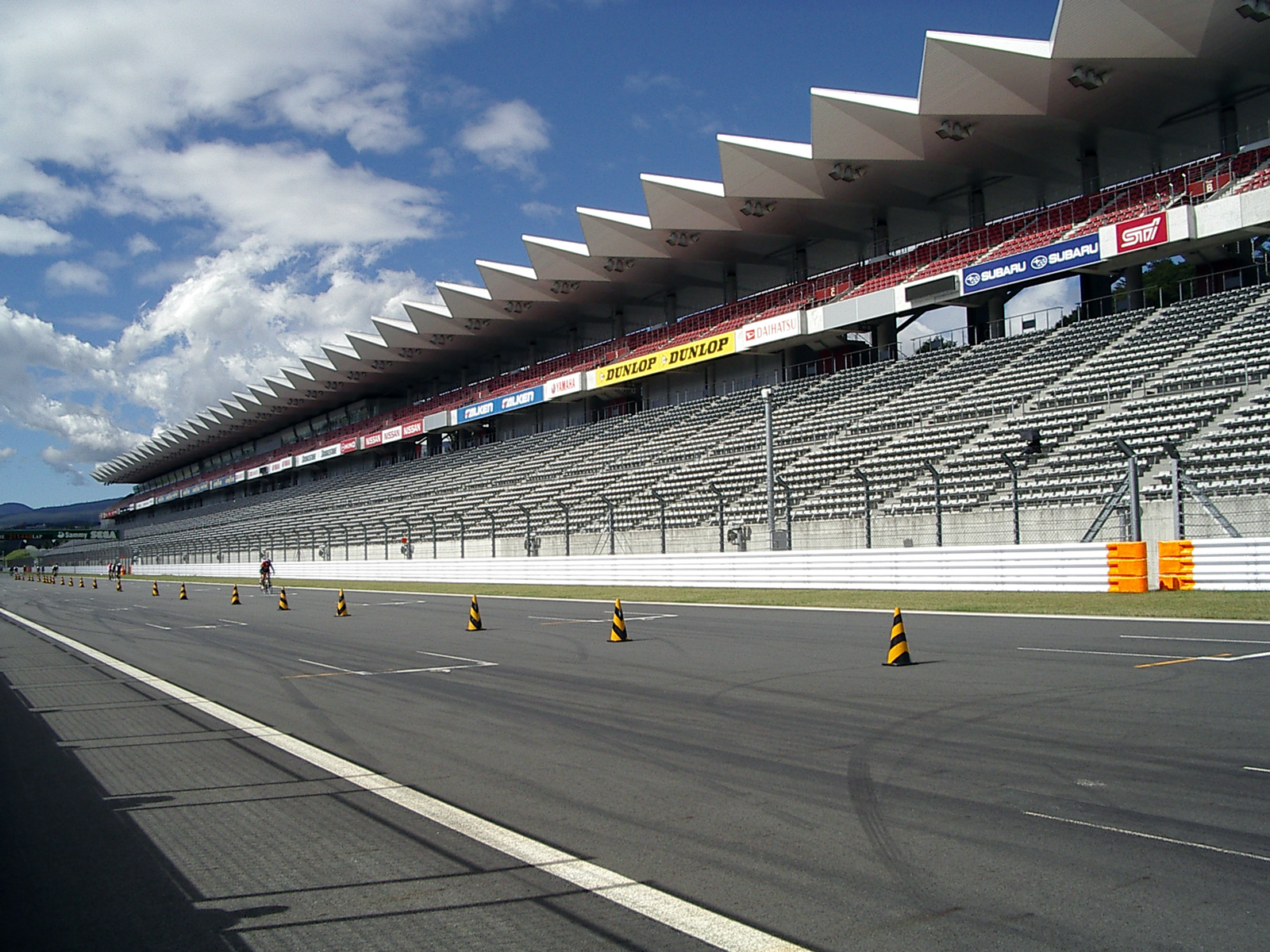
Fuji Speedway

A San Marinó-i nagydíj nem szerepelt a programban, míg Belgium újra helyet kapott a versenynaptárban. A végleges időbeosztást 2006. október 16-án fogadták el. A német nagydíjat 2007-ben a Nürburgringen, majd 2008-ban Hockenheimringen rendezték meg, s ezt követően évenként felváltva követik egymást a helyszínek. Húsz év után a japán nagydíj elköltözött a Honda tesztpályáról, a szuzukai pályáról, a Fudzsi lábánál fekvő Toyota-pályára. Itt 1977 óta nem rendeztek Formula–1-es futamot. 2008-tól felváltva Suzuka és Fuji lesz a japán nagydíj helyszíne.

### Szabályok

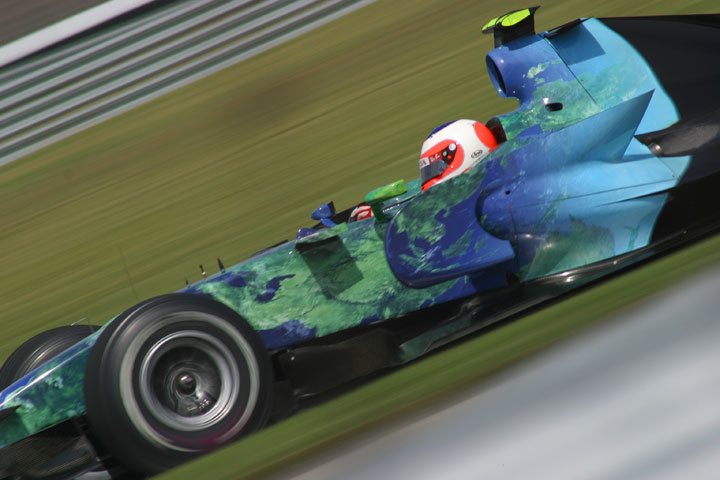
Rubens Barrichello a Hondával

Bár a FIA 2008-tól tervezte az egy gumiszállítós rendszer bevezetését, az élet mégis úgy hozta, hogy már a 2007-es szezonban is csak egy gyár, a Bridgestone szállítja a gumit minden csapatnak. Egyetlen riválisának, a Michelinnek 2006-ban lejárt a szerződése, s nem hosszabbították meg.
A módosított sportszabályzat értelmében egy pilóta esős időben is maximum 14 szett gumit használhat el, melyből négyet pénteken, tízet pedig a hétvége hátralévő részében használhat.
A motorfejlesztéseket a 2006-os japán nagydíjjal bezárólag befagyasztották, így a 2007-es és a 2008-as szezonokat ugyanolyan motorral kell teljesíteniük a pilótáknak.

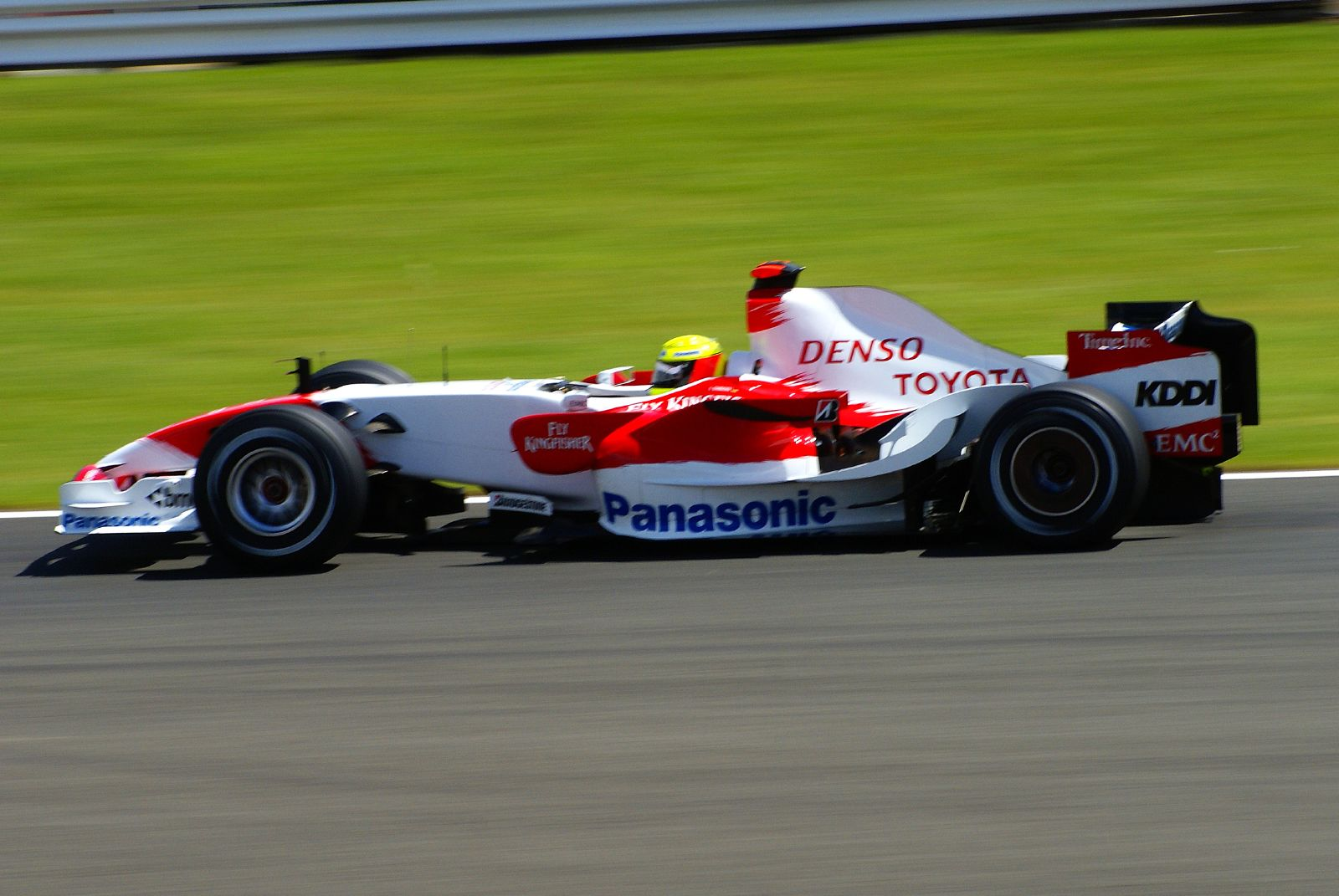
2007 volt Ralf Schumacher utolsó éve az F1-ben

Azok a csapatok, melyek az 5-11. hely valamelyikén érnek célba, a következő versenyhétvégén nem tesztelhetnek harmadik autóval. A szabályok ugyanezt az első négy helyezettnek már most is tiltják.
Minden autót felszerelnek vörös, kék és sárga lámpákkal, hogy ezekkel is jelezni tudják a pilótáknak az éppen érvényben lévő jelzéseket. Ezeket a lámpákat kötelező LED-del megcsinálni, a fényforrásnak legalább 5 mm-es átmérőjűnek kell lennie, s úgy kell elhelyezni az autóban, hogy a versenyző látóterébe essen.

## Átigazolások

### Csapatváltások
- Fernando Alonso; Renault F1 pilóta → Vodafone McLaren Mercedes pilóta
- Kimi Räikkönen; Vodafone McLaren Mercedes pilóta → Scuderia Ferrari pilóta
- Mark Webber; Williams F1 pilóta → Red Bull Racing pilóta
- Christijan Albers; Midland F1 Racing pilóta → Spyker F1 pilóta

### Visszatérő pilóták
- Alexander Wurz; Williams F1 tesztpilóta → Williams F1 pilóta
- Anthony Davidson; Honda F1 tesztpilóta → Super Aguri F1 pilóta

### Újonc pilóták
- Lewis Hamilton; McLaren Mercedes tesztpilóta → Vodafone McLaren Mercedes pilóta
- Heikki Kovalainen; Renault F1 Team tesztpilóta → Renault F1 pilóta
- Adrian Sutil; Midland F1 Racing tesztpilóta → Spyker F1 pilóta
- Sebastian Vettel; BMW Sauber tesztpilóta → BMW Sauber pilóta (Kubicát helyettesítette az Amerikai Nagydíjon) és Scuderia Toro Rosso pilóta (Speed helyett a Magyar Nagydíjtól)
- Nakadzsima Kazuki; Williams F1 tesztpilóta → Williams F1 pilóta (Wurz helyett az utolsó versenyen)
- Markus Winkelhock; Midland F1 Racing tesztpilóta → Spyker F1 pilóta (Albers helyett az Európa Nagydíjon)

### Távozó pilóták
- Juan Pablo Montoya; McLaren Mercedes pilóta →
- Pedro de la Rosa; McLaren Mercedes pilóta → Vodafone McLaren Mercedes tesztpilóta
- Michael Schumacher; Scuderia Ferrari pilóta →
- Jacques Villeneuve; BMW Sauber pilóta →
- Tiago Monteiro; Midland F1 Racing pilóta →
- Christian Klien; Red Bull Racing pilóta → Honda F1 tesztpilóta
- Robert Doornbos; Red Bull Racing pilóta → Red Bull Racing tesztpilóta
- Ricardo Zonta; Toyota F1 tesztpilóta → Renault F1 tesztpilóta
- Ide Júdzsi; Super Aguri F1 pilóta →
- Franck Montagny; Super Aguri F1 pilóta → Toyota F1 tesztpilóta

### Távozó csapatok
- Midland F1 Racing

### Újonc csapatok
- Spyker-Ferrari

### Év közbeni pilótacserék
- Sebastian Vettel a sérült  Robert Kubicát helyettesítette az Amerikai Nagydíjon, majd a Magyar Nagydíjtól kezdve  Scott Speed helyettese volt
- Nakadzsima Kazuki az utolsó versenyen  Alexander Wurz helyettese volt
- Jamamoto Szakon a Magyar Nagydíjtól kezdve  Christijan Albers helyettese
- Markus Winkelhock az Európa Nagydíjon volt  Christijan Albers helyettese

## A szezon előtt

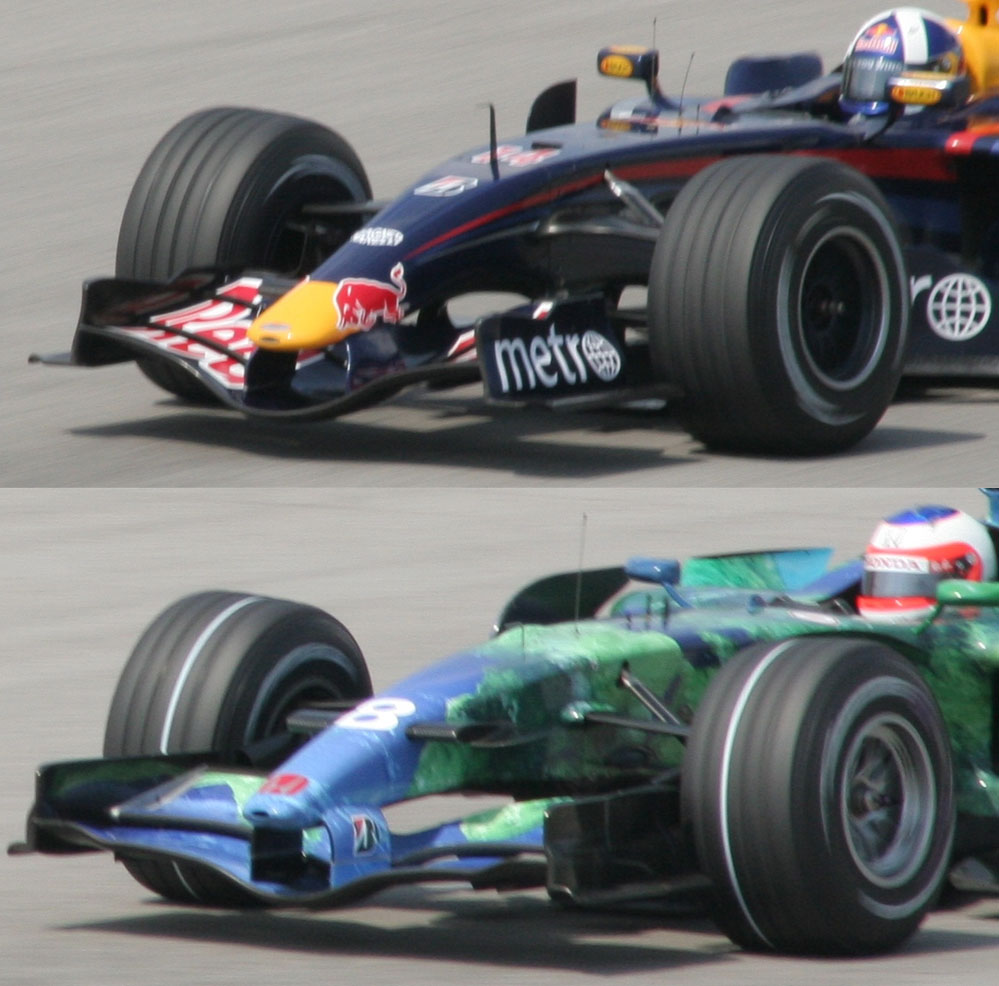
A kemény és lágy keverékű gumik David Coulthard és Rubens Barrichello autóján a maláj nagydíjon

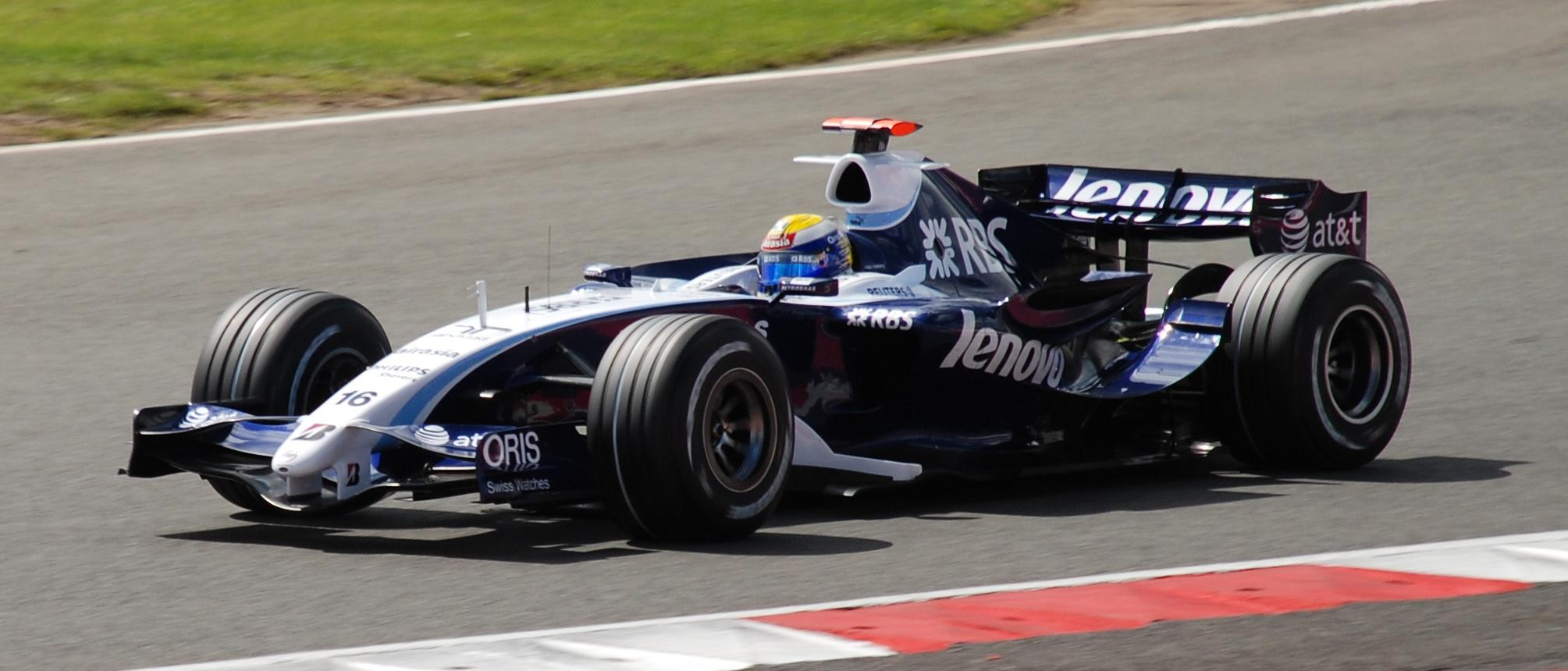
Nico Rosberg a Williamsszel

### Tesztek
A szezon előtti tesztek 2006 novemberében a barcelonai pályán kezdődtek. Itt a 11 csapatból 10 vett részt. A legismertebb távolmaradók közé tartozott Fernando Alonso és Kimi Räikkönen, kiket szerződésük másik csapathoz kötött, mint ahol a következő évben szerepelnek. Rajtuk kívül Jenson Button sem vett részt az edzésen, mivel a felkészülést megelőzően go-kart balesetet szenvedett. Lewis Hamilton itt mutatkozott be először a McLaren színeiben, mióta kiderült, hogy ő lesz Alonso csapattársa.
A teszt első két napján Felipe Massa nevéhez fűződnek a legjobb eredmények. A harmadik napon tesztelőtársa, Luca Badoer érte el a legjobb eredményt. Ezen a napon a legérdekesebb az volt, mikor a kétszeres világbajnok finn Mika Häkkinen is beszállt a régi csapatához, a McLarenhez, s együtt tesztelt Hamiltonnal és de la Rosával.
2007 másik nagy eseménye az, hogy ismét csak egy gumiszállító, a Bridgestone szolgálja ki az összes csapatot. Lehet, hogy ez is közre játszik abban, hogy a Ferrari nyerte meg a legtöbb tesztnapot, bár a cég bejelentette, hogy az erre a szezonra gyártott gumik teljes mértékben különböznek az eddigi gyártmányoktól, s így minimálisra csökken az eddig is ezt a márkát használók előnye ezen a téren.

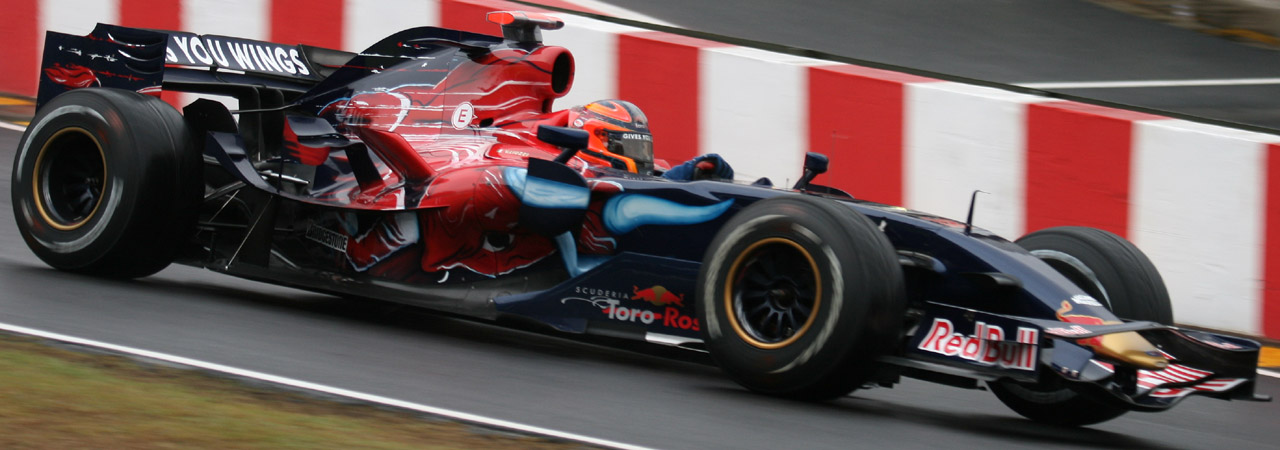
Liuzzi a Toro Rossóval

Csak a Toyota tesztelt a negyedik napon, mivel a japán munkások miatt kihagyták az első napot. Mindkét versenyző (Ralf Schumacher és Jarno Trulli leggyorsabb köre is jobb volt, mint Badoer első három napi legjobbja. A tesztsorozat december 6-án Jerezben folytatódott. A legtöbb csapat ezen is részt vett. Az első két helyen a ferraris pilóták végeztek, míg a harmadik helyen Lewis Hamilton ért be. A következő nap Hamilton javított helyezésén, mivel egy másodperccel gyorsabb volt a leggyorsabb köre, s így az aznapi legjobb idő, is mint a Renault-nál versenyző Giancarlo Fisichelláé.
A következő két napot a japán gyártmányú autók, a Honda és a Toyota uralta. Mind a Hondánál versenyző Rubens Barrichello, mind a Toyota színeiben induló Franck Montagny gyorsabb volt, mint ezt megelőzően, és Montagny lett aznap a leggyorsabb. Heikki Kovalainen és Pedro de la Rosa lett a negyedik és az ötödik nap leggyorsabbja.

### Új autófejlesztések

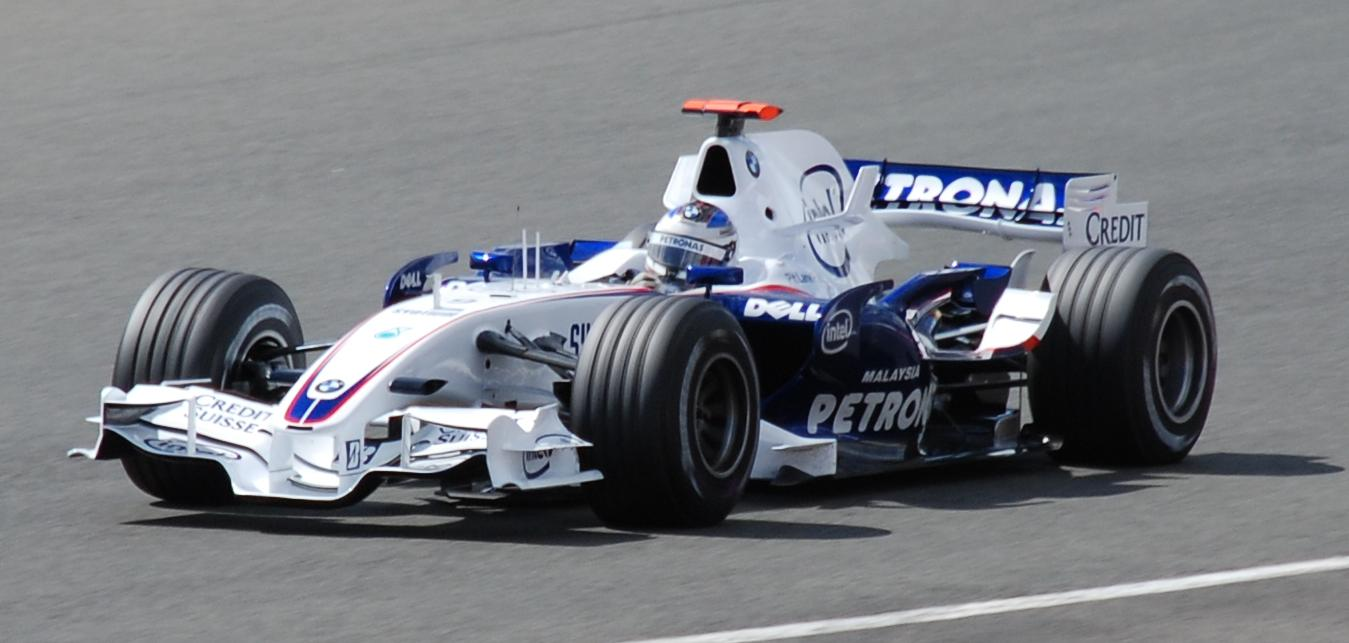
Heidfeld a BMW Sauberrel

A csapatok a következő helyeken és időpontokban jelentették be, milyen autóval indulnak az új bajnokságban.
| Konstruktőr            | Típus  | Időpont     | Helyszín                                |
| ---------------------- | ------ | ----------- | --------------------------------------- |
| Toyota                 | TF107  | Január 12.  | Köln, Németország                       |
| Ferrari                | F2007  | Január 14.  | Fiorano pálya, Maranello, Olaszország   |
| McLaren-Mercedes       | MP4-22 | Január 15.  | Valenciai pálya, Spanyolország          |
| BMW Sauber             | F1.07  | Január 16.  | Valenciai pálya, Spanyolország          |
| Renault                | R27    | Január 24.  | Amszterdam, Hollandia                   |
| Honda (Interim livery) | RA107  | Január 25.  | Catalunyai pálya, Spanyolország         |
| RBR-Renault            | RB3    | Január 26.  | Catalunyai pálya, Spanyolország         |
| Williams-Toyota        | FW29   | Február 2.  | Grove, Egyesült Királyság               |
| Spyker-Ferrari         | F8-VII | Február 5.  | Silverstone-i pálya, Egyesült Királyság |
| STR-Ferrari            | STR02  | Február 13. | Catalunyai pálya, Spanyolország         |
| Honda (2007 livery)    | RA107  | Február 26. | London, Egyesült Királyság              |
| Aguri-Honda            | SA07   | Március 14. | Melbourne, Ausztrália                   |

## Csapatok és versenyzők
A pilóták számozása a hivatalos FIA-lista alapján történik.
| Résztvevő                 | Konstruktőr | Típus  | Motor                    | Gumi | Szám | Versenyzők           | Tesztpilóták                                                             |
| ------------------------- | ----------- | ------ | ------------------------ | ---- | ---- | -------------------- | ------------------------------------------------------------------------ |
| Vodafone McLaren Mercedes | McLaren     | MP4-22 | Mercedes FO 108T 2.4L V8 | B    | 1    | Fernando Alonso      | Pedro de la Rosa Gary Paffett                                            |
| Vodafone McLaren Mercedes | McLaren     | MP4-22 | Mercedes FO 108T 2.4L V8 | B    | 2    | Lewis Hamilton       | Pedro de la Rosa Gary Paffett                                            |
| ING Renault F1 Team       | Renault     | R27    | Renault RS27 2.4L V8     | B    | 3    | Giancarlo Fisichella | Ricardo Zonta Nelson Piquet Jr.                                          |
| ING Renault F1 Team       | Renault     | R27    | Renault RS27 2.4L V8     | B    | 4    | Heikki Kovalainen    | Ricardo Zonta Nelson Piquet Jr.                                          |
| Scuderia Ferrari Marlboro | Ferrari     | F2007  | Ferrari 056 2.4L V8      | B    | 5    | Felipe Massa         | Luca Badoer Marc Gené                                                    |
| Scuderia Ferrari Marlboro | Ferrari     | F2007  | Ferrari 056 2.4L V8      | B    | 6    | Kimi Räikkönen       | Luca Badoer Marc Gené                                                    |
| Honda Racing F1 Team      | Honda       | RA107  | Honda RA807E 2.4L V8     | B    | 7    | Jenson Button        | Christian Klien James Rossiter Mike Conway                               |
| Honda Racing F1 Team      | Honda       | RA107  | Honda RA807E 2.4L V8     | B    | 8    | Rubens Barrichello   | Christian Klien James Rossiter Mike Conway                               |
| BMW Sauber F1 Team        | BMW         | F1.07  | BMW P86/7 2.4L V8        | B    | 9    | Nick Heidfeld        | Sebastian Vettel Timo Glock Ho-Pin Tung                                  |
| BMW Sauber F1 Team        | BMW         | F1.07  | BMW P86/7 2.4L V8        | B    | 10   | Robert Kubica        | Sebastian Vettel Timo Glock Ho-Pin Tung                                  |
| Panasonic Toyota Racing   | Toyota      | TF107  | Toyota RVX-07 2.4L V8    | B    | 11   | Ralf Schumacher      | Franck Montagny Kohei Hirate Kobajasi Kamui                              |
| Panasonic Toyota Racing   | Toyota      | TF107  | Toyota RVX-07 2.4L V8    | B    | 12   | Jarno Trulli         | Franck Montagny Kohei Hirate Kobajasi Kamui                              |
| Red Bull Racing           | Red Bull    | RB3    | Renault RS27 2.4L V8     | B    | 14   | David Coulthard      | Robert Doornbos Michael Ammermüller                                      |
| Red Bull Racing           | Red Bull    | RB3    | Renault RS27 2.4L V8     | B    | 15   | Mark Webber          | Robert Doornbos Michael Ammermüller                                      |
| AT&T Williams             | Williams    | FW29   | Toyota RVX-07 2.4L V8    | B    | 16   | Nico Rosberg         | Narain Karthikeyan Nakadzsima Kazuki                                     |
| AT&T Williams             | Williams    | FW29   | Toyota RVX-07 2.4L V8    | B    | 17   | Alexander Wurz       | Narain Karthikeyan Nakadzsima Kazuki                                     |
| Scuderia Toro Rosso       | Toro Rosso  | STR2   | Ferrari 056 2.4L V8      | B    | 18   | Vitantonio Liuzzi    | Neel Jani                                                                |
| Scuderia Toro Rosso       | Toro Rosso  | STR2   | Ferrari 056 2.4L V8      | B    | 19   | Scott Speed          | Neel Jani                                                                |
| Spyker F1 Team            | Spyker      | F8-VII | Ferrari 056 2.4L V8      | B    | 20   | Christijan Albers    | Mohamed Fairuz Fauzy Giedo van der Garde Adrián Vallés Markus Winkelhock |
| Spyker F1 Team            | Spyker      | F8-VII | Ferrari 056 2.4L V8      | B    | 21   | Adrian Sutil         | Mohamed Fairuz Fauzy Giedo van der Garde Adrián Vallés Markus Winkelhock |
| Super Aguri F1            | Super Aguri | SA07   | Honda RA807E 2.4L V8     | B    | 22   | Szató Takuma         | Jamamoto Szakon James Rossiter                                           |
| Super Aguri F1            | Super Aguri | SA07   | Honda RA807E 2.4L V8     | B    | 23   | Anthony Davidson     | Jamamoto Szakon James Rossiter                                           |

## A 2007-es Formula–1-es szezon naptára
2006. augusztus 29-én adta ki az FIA a 2007. évre tervezett futamnaptárat.
| Sorszám | Hivatalos Formula–1™ Verseny név    | Nagydíj          | Pálya                          | Város / Település | Dátum          | Időpont | Időpont | Pályarajz                   |
| Sorszám | Hivatalos Formula–1™ Verseny név    | Nagydíj          | Pálya                          | Város / Település | Dátum          | Helyi   | GMT     | Pályarajz                   |
| ------- | ----------------------------------- | ---------------- | ------------------------------ | ----------------- | -------------- | ------- | ------- | --------------------------- |
| 1       | ING Australian Grand Prix           | ausztrál nagydíj | Albert Park Grand Prix Circuit | Melbourne         | március 18.    | 14:00   | 03:00   | Melbourne                   |
| 2       | Petronas Malaysian Grand Prix       | maláj nagydíj    | Sepang International Circuit   | Kuala Lumpur      | április 8.     | 15:00   | 07:00   | Sepang                      |
| 3       | Gulf Air Bahrain GRand Prix         | bahreini nagydíj | Bahrain International Circuit  | Sakhir, Manáma    | április 15.    | 14:30   | 11:30   | Bahrein                     |
| 4       | Gran Premio de España Telefónica    | spanyol nagydíj  | Circuit de Catalunya           | Barcelona         | május 13.      | 14:00   | 12:00   | Barcelona                   |
| 5       | Grand Prix de Monaco                | monacoi nagydíj  | Circuit de Monaco              | Monte-Carlo       | május 27.      | 14:00   | 12:00   | Monte Carlo                 |
| 6       | Grand Prix du Canada                | kanadai nagydíj  | Circuit Gilles Villeneuve      | Montréal          | június 10.     | 13:00   | 17:00   | Montréal                    |
| 7       | United States Grand Prix            | amerikai nagydíj | Indianapolis Motor Speedway    | Indianapolis      | június 17.     | 13:00   | 17:00   | Indianapolis Motor Speedway |
| 8       | Grand Prix de France                | francia nagydíj  | Circuit de Nevers              | Magny-Cours       | július 1.      | 14:00   | 12:00   | Magny-Cours                 |
| 9       | Santander British Grand Prix        | brit nagydíj     | Silverstone Circuit            | Silverstone       | július 8.      | 13:00   | 12:00   | Silverstone                 |
| 10      | Grand Prix of Europe                | európai nagydíj  | Nürburgring                    | Nürburg           | július 22.     | 14:00   | 12:00   | Nürburgring                 |
| 11      | magyar nagydíj                      | Magyar nagydíj   | Hungaroring                    | Mogyoród          | augusztus 5.   | 14:00   | 12:00   | Hungaroring                 |
| 12      | Petrol Ofisi Turkish Grand Prix     | török nagydíj    | Isztambul Park                 | Isztambul         | augusztus 26.  | 15:00   | 12:00   | Isztambul park              |
| 13      | Gran Premio d'Italia                | olasz nagydíj    | Autodromo Nazionale di Monza   | Monza             | szeptember 9.  | 14:00   | 12:00   | Monza                       |
| 14      | Belgian Grand Prix                  | belga nagydíj    | Circuit de Spa-Francorchamps   | Spa               | szeptember 16. | 14:00   | 12:00   | Spa-Francorchamps           |
| 15      | Fuji Television Japanese Grand Prix | japán nagydíj    | Fuji Speedway                  | Fudzsi            | szeptember 30. | 13:30   | 04:30   | Fuji Speedway               |
| 16      | Sinopec Chinese Grand Prix          | kínai nagydíj    | Shanghai International Circuit | Sanghaj           | október 7.     | 14:00   | 06:00   | Shanghai                    |
| 17      | Grande Prêmio do Brasil             | brazil nagydíj   | Autódromo José Carlos Pace     | São Paulo         | október 21.    | 14:00   | 16:00   | São Paulo                   |

## 2007 versenyei

### Ausztrál nagydíj

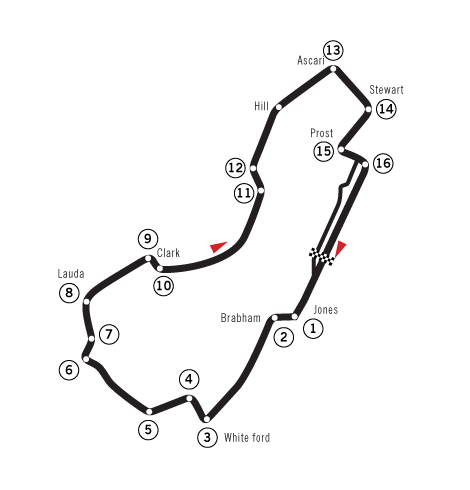
Melbourne Grand Prix Circuit

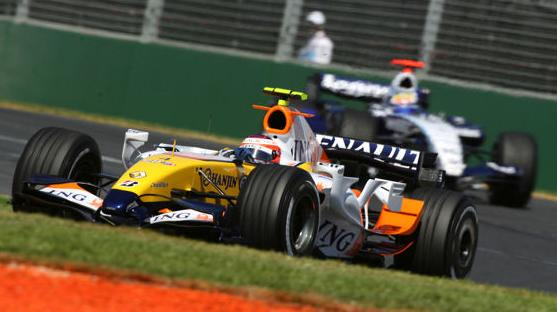
Kovalainen első F1-es versenyén

Az év szezonnyitó versenyét, az ausztrál nagydíjat 2007. március 18-án rendezték az Albert Parkban. A pályán egy kör 5,303 km, a verseny 58 körös volt.
Kimi Räikkönen első ferraris versenyén 1:26,072-es idejével megszerezte a pole-pozíciót Fernando Alonso (McLaren-Mercedes) és Nick Heidfeld (BMW Sauber) előtt. Räikkönen csapattársa, Felipe Massa az utolsó helyről indulhatott, mert az időmérő edzésen megállt az autója, és motort kellett benne cserélni. A versenyt magabiztosan a finn Kimi Räikkönen nyerte meg, Alonso a második, Lewis Hamilton (McLaren-Mercedes) egy helyet javulva a harmadik lett élete első Formula–1-es versenyén. Räikkönené lett a leggyorsabb kör is: ideje 1:25,235 volt. Az osztrák Alexander Wurz és a Red Bullos David Coulthard a 48. körben ütközött egymással. Heidfeld egy hellyel visszaesve a negyedik, Giancarlo Fisichella a Renault-val az ötödik, Massa a hatodik, a Williamses Nico Rosberg a hetedik lett. Az utolsó pontszerző a Toyotás Ralf Schumacher lett. A debütáló Kovalainen a tizedik és a szintén újonc Adrian Sutil a 17. lett. Robert Kubica, Scott Speed, Christijan Albers, valamint Coulthard és Wurz kiesett.
A szezonnyitó verseny után Räikkönen vezette az egyéni pontversenyt. A konstruktőrök versenyében a McLaren állt az élre 14 ponttal, mögötte a Ferrari 13 ponttal a második.

### Maláj nagydíj

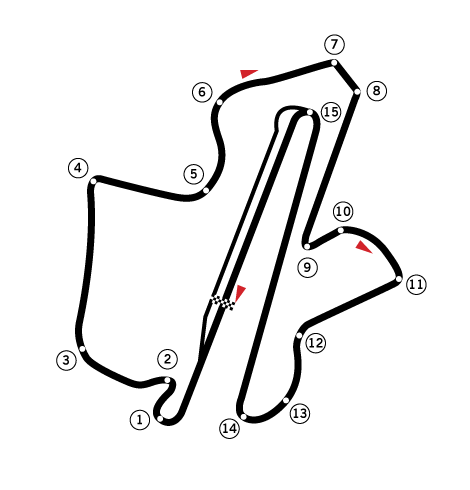
Sepang International Circuit

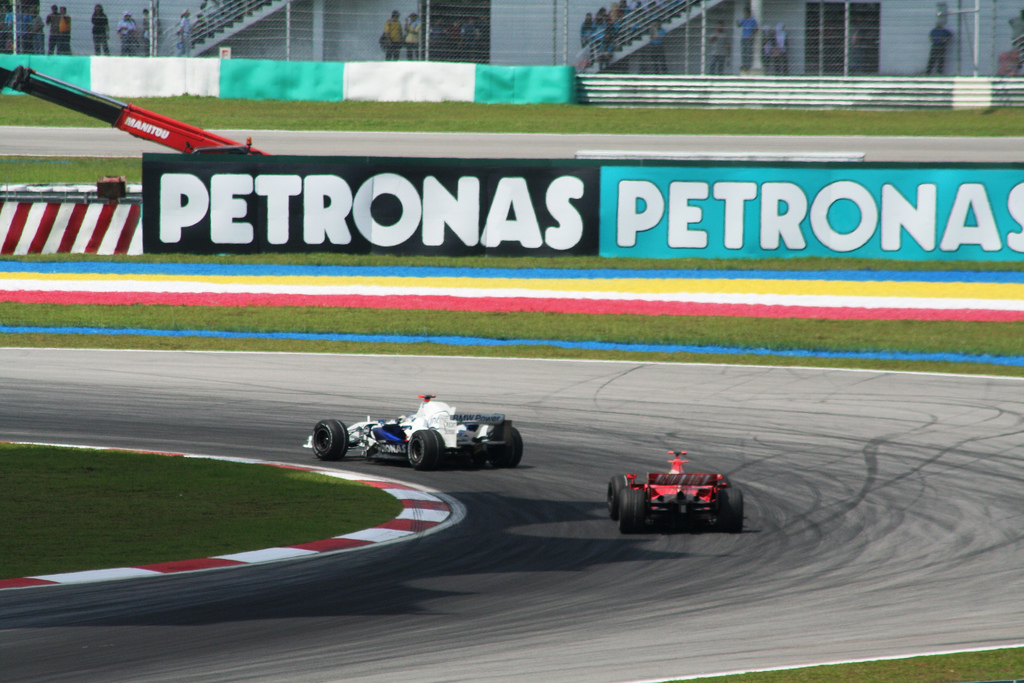
Heidfeld és Massa a maláj nagydíjon

A szezon második versenyét, a maláj nagydíjat 2007. április 8-án tartották Sepangban. A pályán egy kör 5,543 km, a verseny 56 körös volt.
Massáé lett a pole 1:35,043-as idővel. Mögötte Alonso és Räikkönen indult. Fernando Alonso és a negyedik helyről induló Lewis Hamilton is a rajtnál a két Ferrari elé tudott kerülni. Alonso megerősítette vezető pozícióját Hamilton előtt, akit a rajt után a harmadik helyre visszaeső Massa megpróbált megelőzni, ennek következtében az ötödik helyre esett vissza Heidfeld mögé. A futam során nem is tudta megelőzni Heidfeldet. A verseny végeredménye kettős McLaren győzelem lett. Räikkönen harmadik, Heidfeld negyedik, Massa ötödik lett. A további pontszerzők Giancarlo Fisichella, Jarno Trulli és Heikki Kovalainen voltak. A leggyorsabb kör Hamiltoné lett: ideje 1:36,701 volt. Rosberg, Coulthard, Albers és Sutil kiesett.
A maláj nagydíj után Alonso átvette a vezetést az egyéni pontversenyben. A McLaren megerősítette első helyét a konstruktőrök között.

### Bahreini nagydíj

Bahrain International Circuit

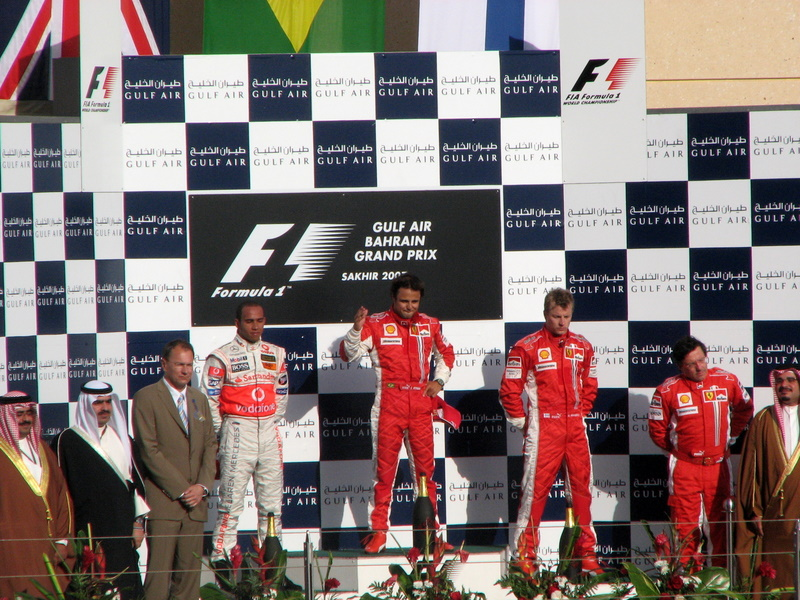
A bahreini nagydíj dobogós helyezettjei

2007 harmadik versenyét, a bahreini nagydíjat 2007. április 15-én rendezték Sakhirban. A pályán egy kör 5,412 km, a verseny 57 körös volt.
A bahreini nagydíjon egyértelműen a Ferraris Massa dominált. Megszerezte a pole-pozíciót 1:32,652-del, majd megnyerte a versenyt Hamilton és Räikkönen előtt. Szintén Massáé lett a leggyorsabb kör is: 1:34,067. Nick Heidfeld harmadszorra is a negyedik helyen végzett. Alonso az ötödik lett. A verseny egyik legérdekesebb pillanata Heidfeld Alonso elleni sikeres előzése volt. Kubica hatodik, Trulli hetedik, Fisichella nyolcadik lett utolsó pontszerzőként. A sivatagi versenyen hatan estek ki, köztük a két Red Bullos is: Mark Webber és David Coulthard.
A harmadik világbajnoki futam után mind az első három helyezett versenyzőnek, Alonsónak, Hamiltonnak és Räikkönennek is 22 pontja volt. A brit újonc Lewis Hamilton a Formula–1 történetében először lett mindhárom első versenyén dobogós.

### Spanyol nagydíj

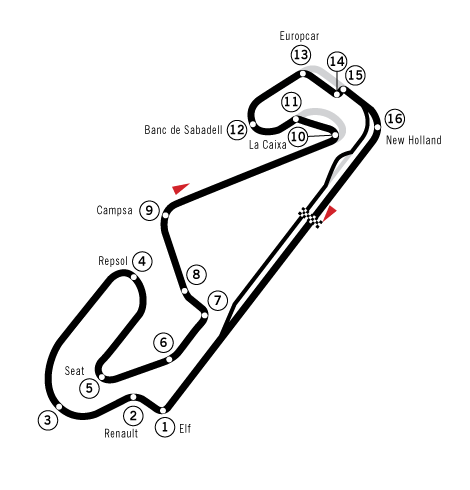
Circuit de Catalunya

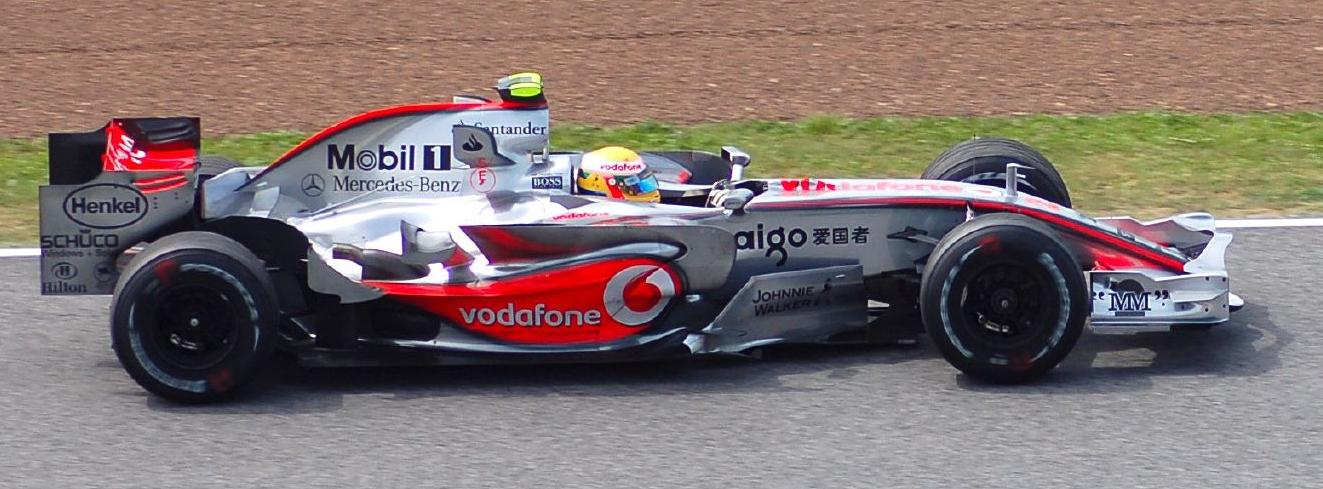
Hamilton a spanyol nagydíjon

Az év negyedik versenyét, a spanyol nagydíjat 2007. május 13-án rendezték Barcelonában. A pályán egy kör 4,655 km, a verseny 65 körös volt.
Felipe Massa ismét dominált a hétvégén, amint azt Bahreinben tette.
Megszerezte a pole-pozíciót 1:21,421-es idővel Fernando Alonso és Kimi Räikkönen előtt. A rajt utáni első kanyarban Fernando Alonso megpróbálta megelőzni a brazilt, de nem sikerült és a kipördült a kavicságyba, a pályára visszatért, de több pozíciót is veszített. Massa megnyerte a versenyt, Hamilton és Alonso előtt és a leggyorsabb kör is az övé lett: 1:22,680, csapattársa, Räikkönen viszont a verseny elején a felfüggesztése miatt kiesett. Pontot szerzett még Robert Kubica, Coulthard, Rosberg, Kovalainen és Szató Takuma, aki a Super Aguri F1 csapat első pontját szerezte meg. Összesen nyolcan estek ki, köztük volt Jarno Trulli, Mark Webber, Kimi Räikkönen és Nick Heidfeld is.
Második helyével Hamilton átvette a vezetést az egyéni világbajnokságban, és ezzel "minden idők" legfiatalabb világbajnokságot vezető versenyzője lett.

### Monacói nagydíj

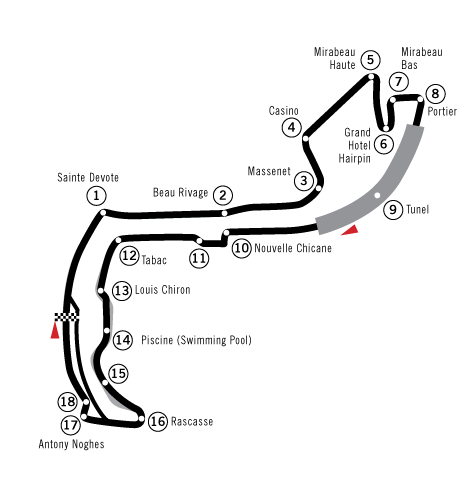
Circuit de Monaco

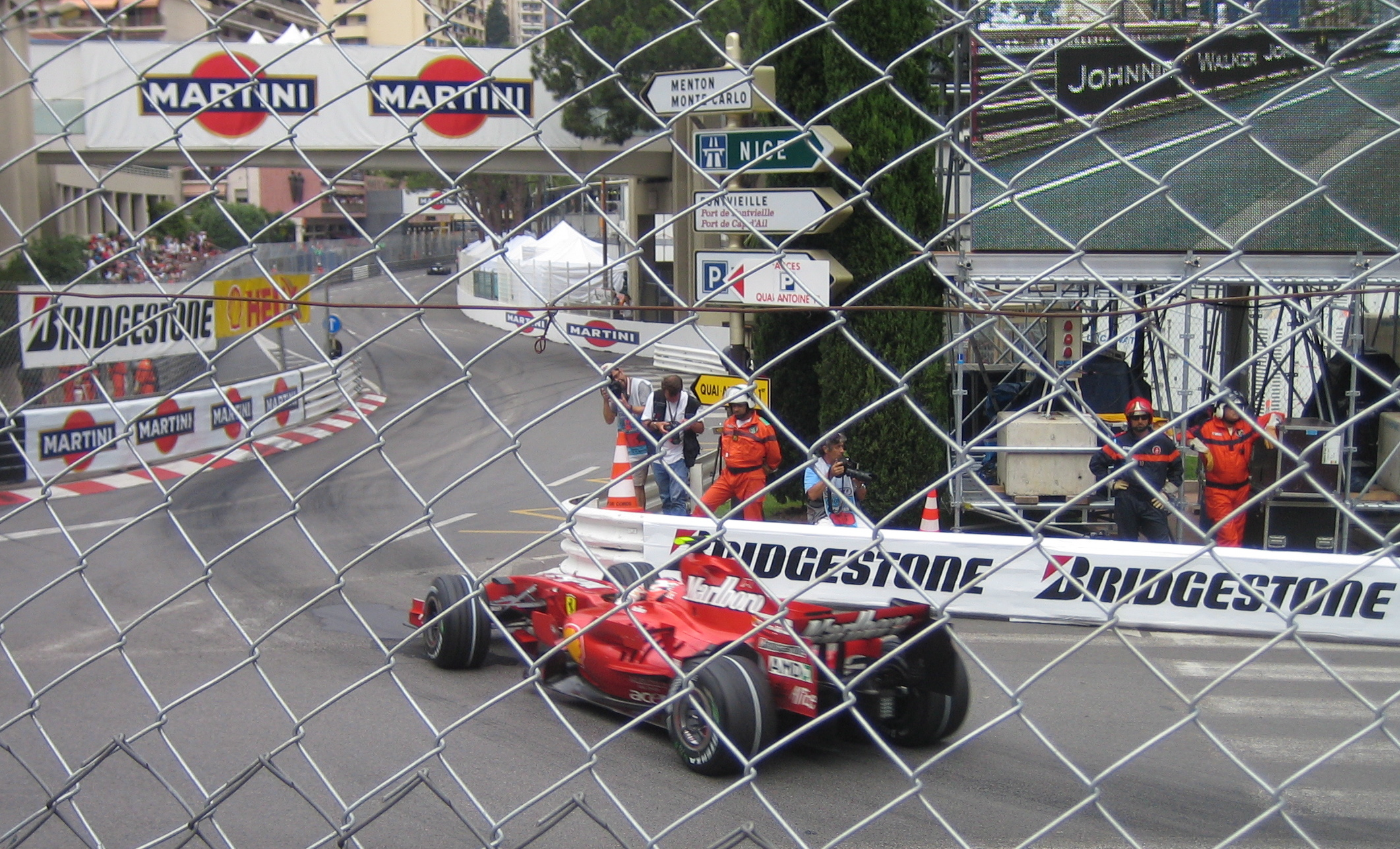
Kimi Räikkönen a monacói nagydíjon

A szezon ötödik versenyét, a monacói nagydíjat 2007. május 27-én tartották a Monacói utcai pályán. A pályán egy kör 3,340 km, a verseny 78 körös volt.
Az egész hétvégét a McLarenek uralták, az első rajtkockát Alonso szerezte meg 1:15,726-os idővel, mögüle Hamilton és Massa indulhatott. Räikkönen az időmérő edzésen a falhoz csapta Ferrariját, amelynek következtében a 16. helyről volt kénytelen elrajtolni. A versenyen egyedül Massa tudta elkerülni, hogy ne körözzék le a McLarenek. Az élen Hamilton és Alonso harcolt a futamgyőzelemért, de a sorrend végül nem változott. A további pontszerzők Giancarlo Fisichella, Robert Kubica, Nick Heidfeld, Alexander Wurz lettek. Kimi Räikkönen utolsó pontszerzőkként, nyolcadikként ért célba. A leggyorsabb kört Alonso futotta,
ideje 1:15,284 volt.
A verseny után pontegyenlőség alakult ki a két mclarenes között, de Alonso több futamgyőzelme miatt átvette a vezetést Hamilton előtt.

### Kanadai nagydíj

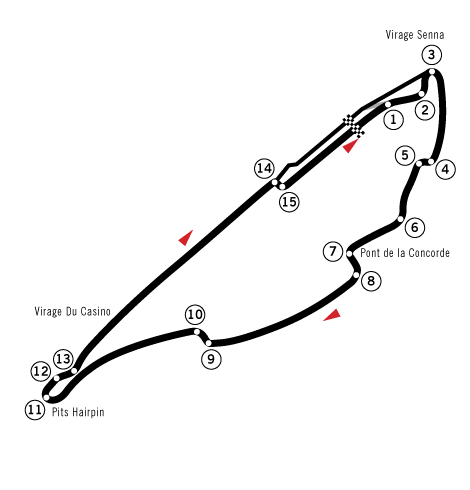
Circuit Gilles Villeneuve

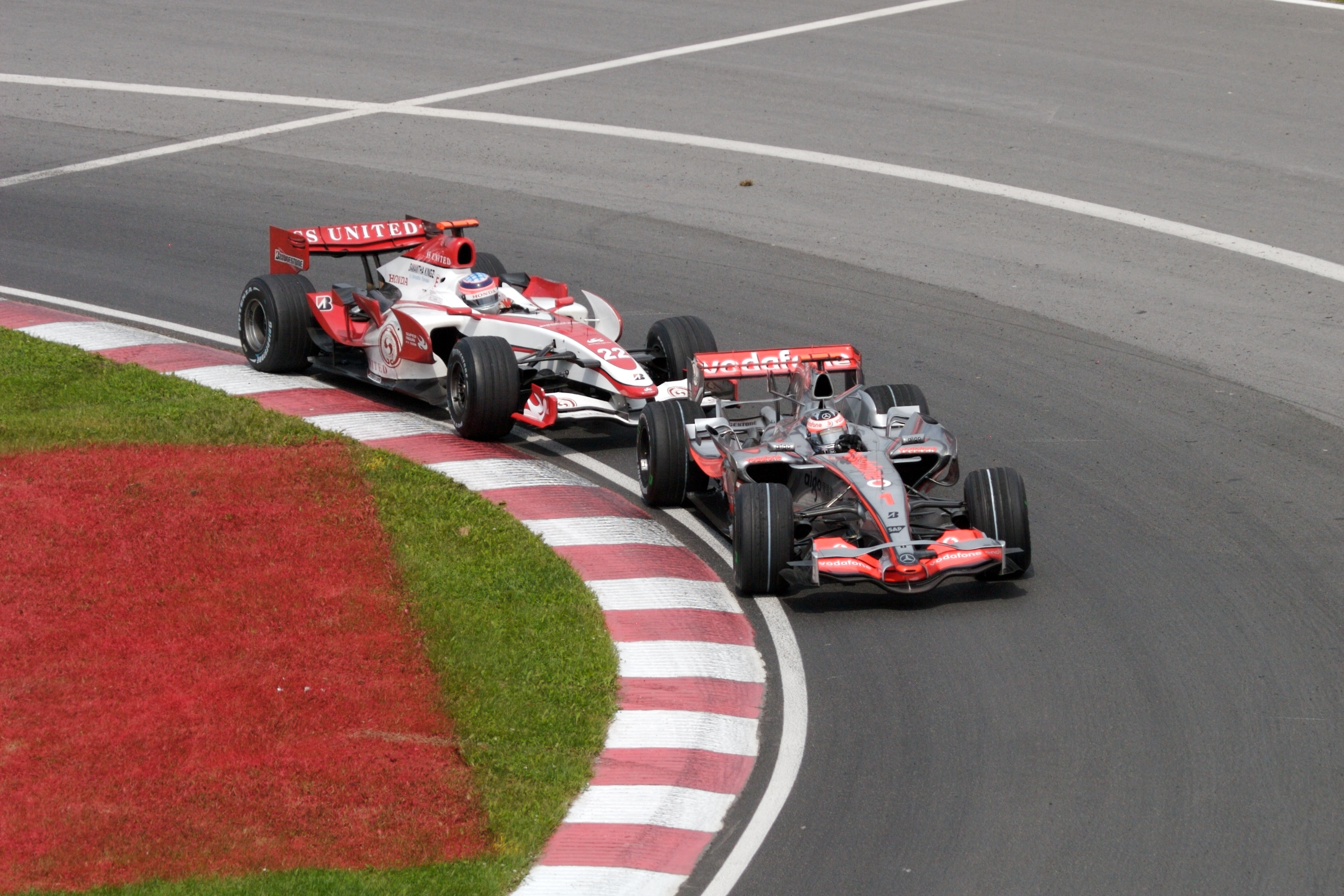
Szató és Alonso a kanadai nagydíjon

A szezon hatodik versenyét, a kanadai nagydíjat 2007. június 10-én tartották Montréalban. A pályán egy kör 4,361 km, a verseny 70 körös volt.
Lewis Hamilton karrierje során először tudta megszerezni a pole-pozíciót: 1:15,707-del. A második helyről Alonso, a harmadikról Nick Heidfeld indult. A rajtnál Alonsót megelőzte a német Nick Heidfeld, Räikkönen a negyedik helyről a hatodikra esett vissza az első kanyarban. A versenyen több biztonsági autó fázis is volt. Robert Kubica óriásit balesetezett, de a teljesen összetört autóból azonban szinte sértetlenül emelték ki. Felipe Massa és Giancarlo Fisichella sem vette figyelembe a bokszutca kijáratánál lévő piros lámpát, ezért mindkettejüket diszkvalifikálták. Az utolsó körökben Szató Takuma megelőzte a gumijai miatt csúszkáló Fernando Alonsót, ezzel a japán a hatodik lett, ami a Super Aguri történetének legjobb helyezése volt. A másik Super Aguris Anthony Davidson egykiállásos stratégián és szintén pontszerző helyen volt, de a 38. körben elütött egy mormotát, és így még egyszer ki kellett állnia a boxba. A versenyt Hamilton nyerte, első futamgyőzelmét megszerezve ezzel. Heidfeld második lett, a harmadik helyre pedig Alexander Wurz állt fel egy egykiállásos taktikával a 19. helyről. A leggyorsabb kört Alonso futotta 1:16,367-del.
A verseny után Hamilton előnye 8 pontosra nőtt Alonsóval szemben. A McLaren 28 ponttal vezette a konstruktőri bajnokságot a Ferrari előtt.

### Amerikai nagydíj

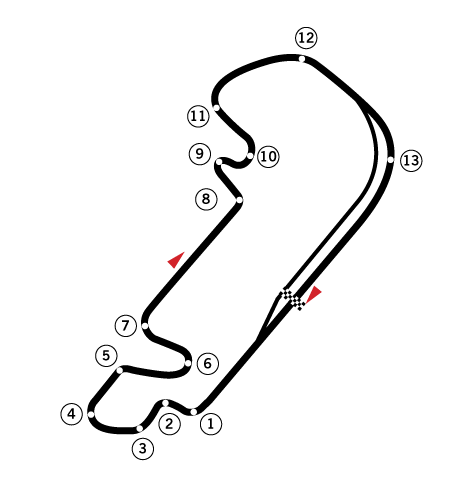
Indianapolis Motor Speedway

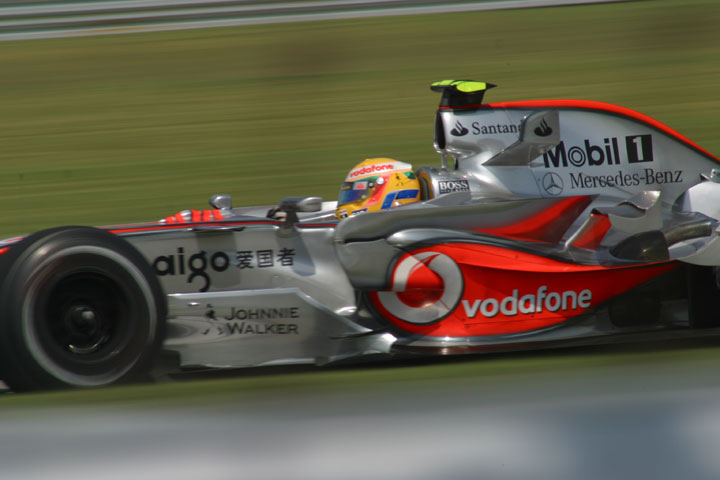
Hamilton az amerikai nagydíjon

Az év hetedik versenyét, az amerikai nagydíjat 2007. június 17-én rendezték Indianapolisban. A pályán egy kör 4,192 km, a verseny 73 körös volt.
Az amerikai nagydíjon Kubica nem vett részt az előző versenyen történt balesete miatt, helyére a német Sebastian Vettelt ültették be. Kanada után Hamilton ismét megszerezte a pole-t Alonso és Massa előtt, ideje 1:12,331 volt. A futam végeredménye is ugyanaz volt, mint a rajtfelállás. Hamilton második győzelmét könyvelhette el csapattársa és a Ferraris Massa előtt. Negyedik lett a finn Kimi Räikkönen, akié a leggyorsabb kör lett 1:13,117-del. Ötödik lett a Renault-s Kovalainen, a hatodik Jarno Trulli, a hetedik Mark Webber és a nyolcadik BMW-s Vettel lett, aki a legfiatalabb pontszerző versenyző lett.
A futam után Hamilton előnye 10 pontra nőtt a második Alonsóval szemben. A McLaren 106 ponttal vezette a konstruktőri bajnokságot a Ferrari előtt 36 ponttal.

### Francia nagydíj

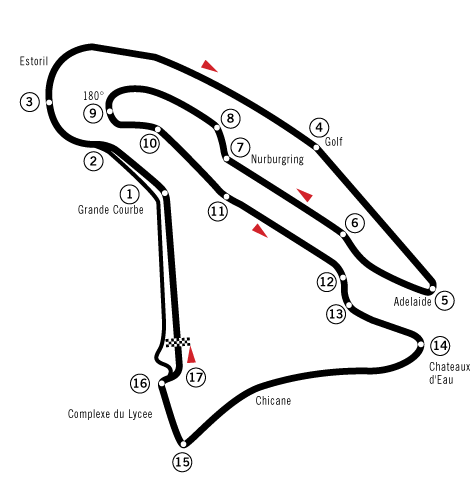
Circuit de Nevers Magny-Cours

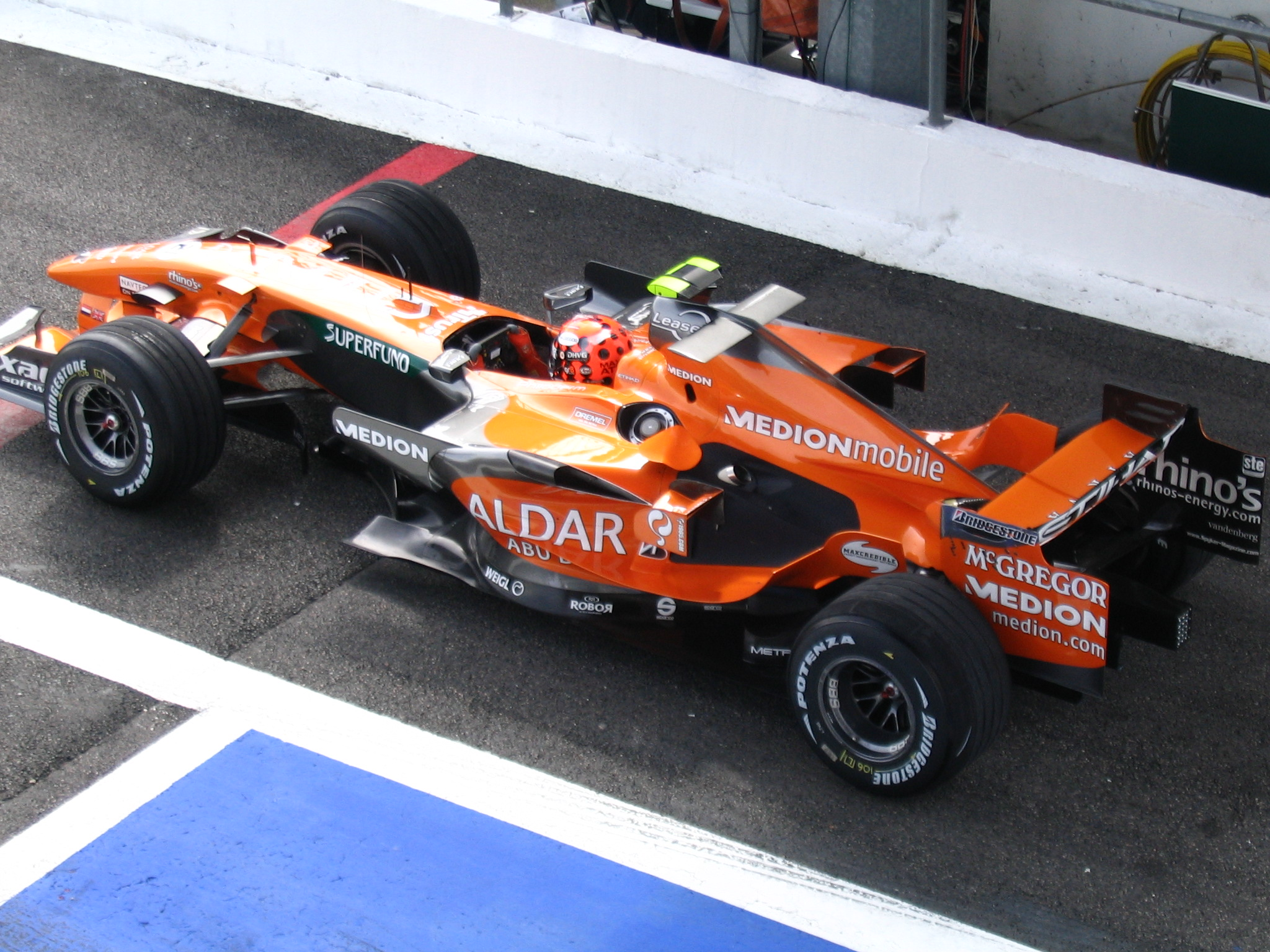
Albers a francia nagydíjon

Az évad nyolcadik versenyét, a francia nagydíjat 2007. július 1-jén rendezték
meg Magny-Coursbanban. A pályán egy kör 4,411 km, a verseny 70 körös volt.
Felipe Massa 1:15,034-es idővel megszerezte a pole-pozíciót, a második Lewis Hamilton, harmadik Kimi Räikkönen lett. Räikkönen a rajtnál megelőzte Hamiltont, majd a boxkiállásoknál Massát is. Alonso technikai problémák miatt csak a tizedik helyre tudta kvalifikálni magát. Jarno Trulli, Anthony Davidson és Vitantonio Liuzzi az első körben összeütközött egymással. A holland Christijan Albers, amikor a 30. körben a boxkiállásáról túl hamar elindult, magával húzta a tankolócsövet még bokszutca kijáratánál is tovább, amely elindulása után elszakadt. A Spyker egyik szerelője is elesett a baleset során. Scott Speed volt az ötödik, egyben utolsó kieső a futamon, aki az 55. körben kényszerült feladni a versenyt. A leggyorsabb kört Massa autózta, ideje 1:16,099 volt. A dobogósok utáni pontszerzők Kubica, Heidfeld, Fisichella, Alonso és Jenson Button voltak.
A verseny után Räikkönen 4, Massa 2 ponttal csökkentette hátrányát Hamiltonnal szemben.

### Brit nagydíj

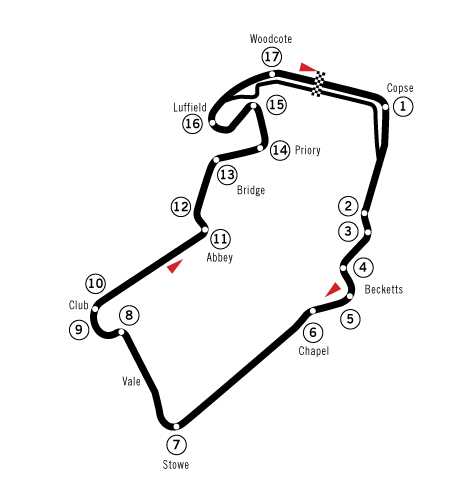
Silverstone Circuit

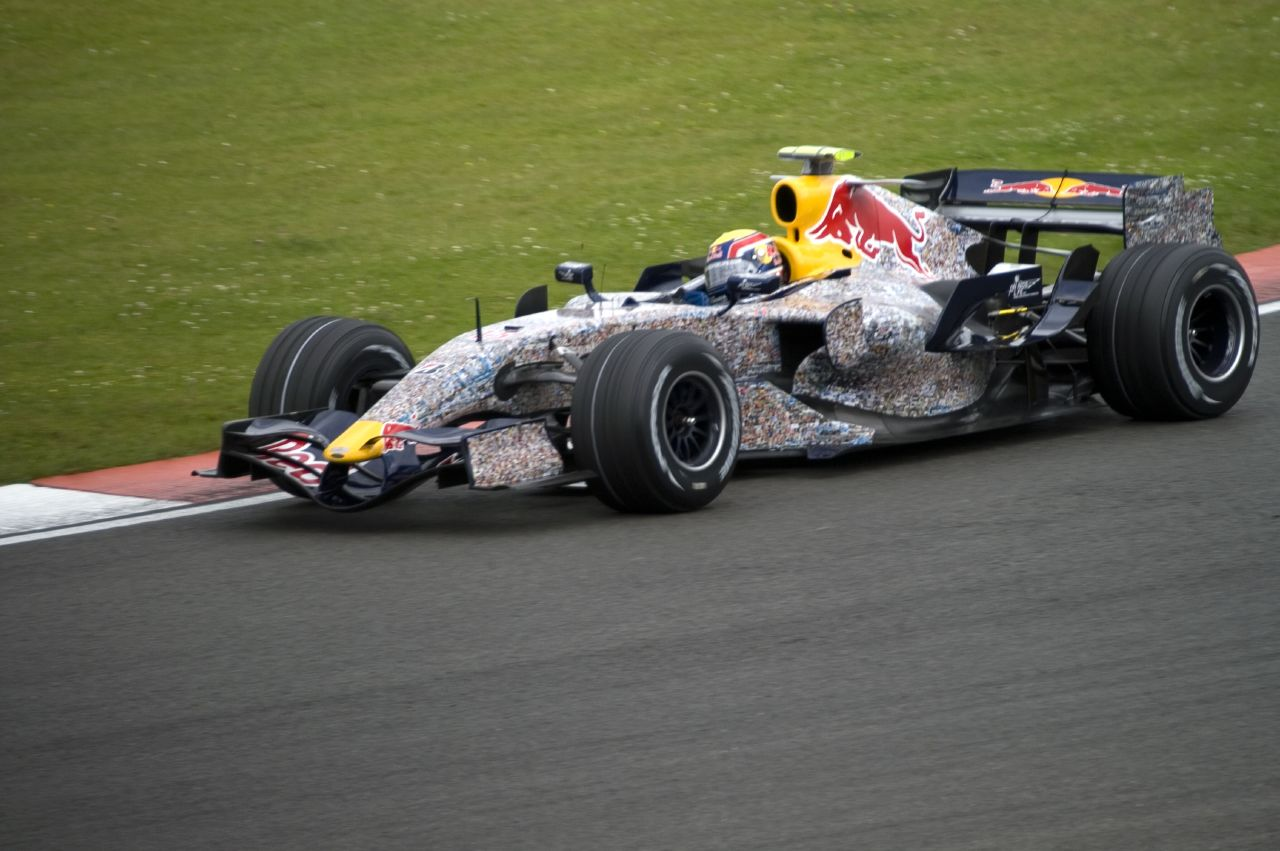
Webber a különleges festésű Red Bull Racinggel

Az évad kilencedik versenyét, a brit nagydíjat 2007. július 8-án rendezték meg Silverstoneban. A pályán egy kör 5,141 km, a verseny 60 körös volt.
Lewis Hamilton karrierje során harmadszorra szerezte meg a pole-pozíciót 1:19,997-es idővel, Räikkönen Fernando Alonso előtt. Massa az időmérőn negyedik lett, de a rajtnál lefulladt az autója, és a második rajtnál a boxutcából kellett nekivágnia a versenynek. Hazai versenyén Lewis Hamilton az első boxkiállásánál korán akart elindulni szerelőitől, de még időben megállt, amivel azonban némi időt veszített. A versenyt ismét Kimi Räikkönen nyerte, második lett Alonso, harmadik Hamilton. Kubica negyedik, Massa az utolsó helyről az ötödik, Heidfeld hatodik, Kovalainen hetedik és Fisichella nyolcadik lett. A hatodik helyről rajtoló Ralf Schumacher kiesett, csakúgy mint Sutil, Trulli, vagy Webber. A brit nagydíjon a Red Bull csapat a szurkolók által beküldött képeket festette pénzért az autóira. A befolyt összeget a Wings for life nevű jótékony célú alapítványának adományozta.
A leggyorsabb Räikkönené lett 1:20,638-as köridővel.
Räikkönen győzelmével újabb 4 pontot hozott az éllovas Lewis Hamiltonon.

### Európai nagydíj

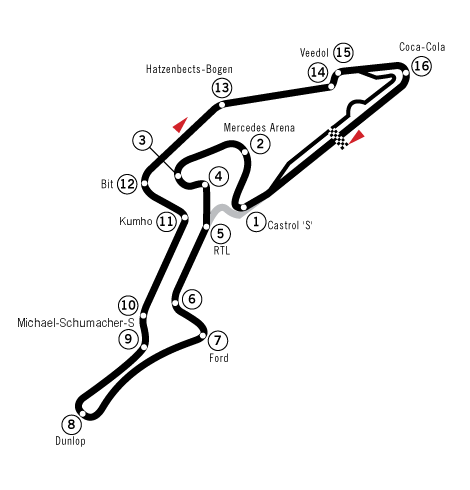
Nürburgring

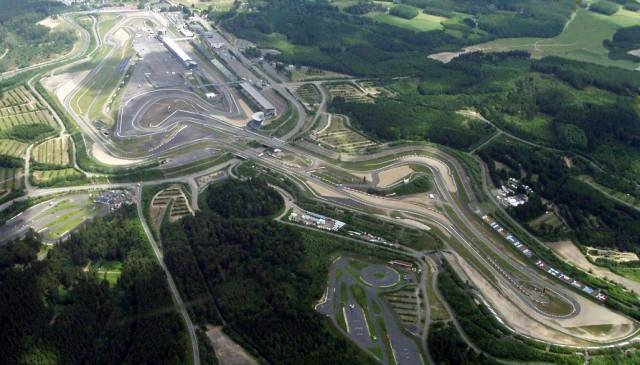
A Nürburgring madártávlatból

A szezon tizedik versenyét, az európai nagydíjat 2007. július 22-én rendezték a Nürburgringen. A pályán egy kör 5,148 km, a verseny 60 körös volt.
Kimi Räikkönen 1:31,450-es idővel megszerezte az első rajtkockát Alonso és Felipe Massa előtt azon az időmérő edzésen, amelyen Hamilton balesetet szenvedett, de a futamon rajthoz tudott állni a tizedik pozícióból.
Nem sokkal a rajt után eleredt az eső, a teljes mezőny kiállni kényszerült a boxba. Az Alberst váltó Spykeres Markus Winkelhock egyedül indult neki a futamnak esőgumival, így néhány körig vezette élete első Formula–1-es versenyét. A hirtelen nagyon erős esőzés miatt a pályán már szinte nem is lehetett haladni. Szinte egymás után 6 autó repült ki a célegyenes utáni első kanyarban a kavicságyba, köztük Lewis Hamilton is. A brit versenyző azonban nem állította le motorját, így a pályabírók vissza tudták tolni a pályára. 4 kör után a versenyt 22 percig megszakították. Ez volt az első megszakítás a szintén esős 2003-as brazil nagydíj után. Winkelhock nem sokáig tudta tartani a mezőny maga mögött az új rajt után, majd nemsokára ki is esett. Felipe Massa került vezető pozícióba, aki az 56. körig vezette a versenyt, amikor Fernando Alonso megelőzte. Räikkönen technikai probléma miatt kiesett. A dobogó harmadik fokára Mark Webber léphetett fel. A további pontszerzők Wurz, Coulthard, Heidfeld, Kubica és Kovalainen voltak. A leggyorsabb kör Massáé lett 1:32,853-mal.
A verseny után Alonso két pontra csökkentette hátrányát Hamiltonnal szemben.

### Magyar nagydíj

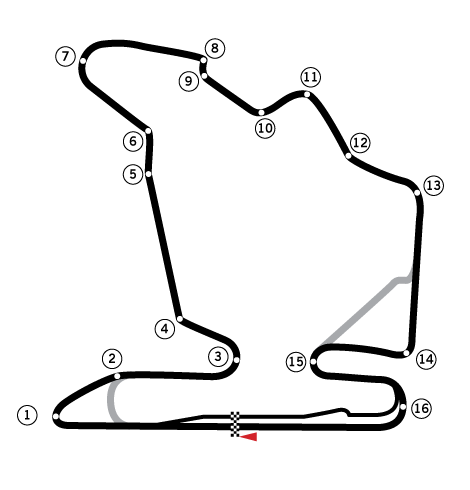
Hungaroring

Az év tizenegyedik versenyét, a magyar nagydíjat 2007. augusztus 5-én rendezték a Hungaroringen. A pályán egy kör 4,381 km, a verseny 70 körös volt.
Scott Speed helyére Sebastian Vettel érkezett a Toro Rossóhoz, Winkelhockot pedig Jamamoto Szakon váltotta a Spykernél. Az időmérőn Alonso szerezte meg a pole-pozíciót 1:19,674-es idővel Hamilton előtt. Utolsó boxkiállásánál a harmadik szakaszban olyan sokáig tartotta fel a mögötte kerékcserére várakozó Hamiltont, hogy az nem tudott mért kört futni. Néhány órával az időmérő edzés után Alonso öthelyes rajtbüntetést kapott, így a versenyen a hatodik helyről kellett indulnia. Ezen kívül elvették a McLaren magyar nagydíjon szerzett konstruktőri pontjait is. A második helyről Heidfeld, a harmadik Räikkönen indulhatott. Hamilton egyértelműen dominálta az egész versenyt. Räikkönen második, Nick Heidfeld harmadik, Alonso negyedik, a 2006-os magyar nagydíjon debütáló Kubica az ötödik, Ralf Schumacher a hatodik, Nico Rosberg a hetedik, Kovalainen a nyolcadik lett. Massa pont nélkül, a 13. helyen fejezte be a versenyt. A leggyorsabb kör Räikkönené lett 1:20,047-del.
A magyar nagydíj után Alonso hátránya hét pontra nőtt Hamiltonnal szemben.

### Török nagydíj

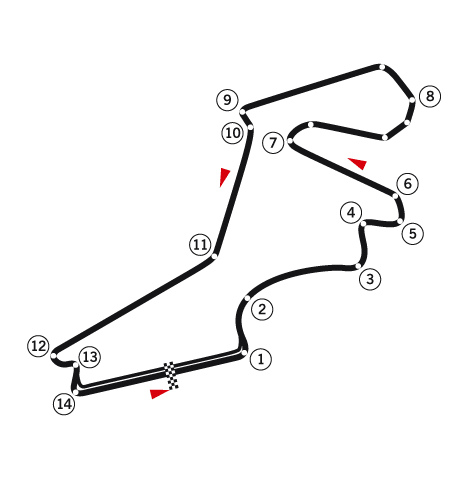
Isztambul park

A szezon tizenkettedik versenyét, a török nagydíjat 2007. augusztus 26-án rendezték az Isztambul Parkban. A pályán egy kör 5,338 km, a verseny 58 körös volt.
Felipe Massa 1:27,329-es idővel szerezte meg a pole-t Lewis Hamilton, Kimi Räikkönen és Fernando Alonso előtt. A rajtnál Räikkönen megelőzte Hamiltont, Alonsót mindkét BMW megelőzte a rajt során. Fernand Alonso az első boxkiállásánál meg tudta azonban előzni Kubicát és Heidfeldet, ezzel a negyedik helyre jött fel. 14 körrel a verseny vége előtt Hamilton jobb első defektet kapott, de nem sokkal a bokszutca előtt, abban a körben amikor egyébként is kiállt volna a boxba. Így is két pozíciót vesztett, Heidfeld mögé ért vissza kiállása után, a verseny végéig már nem tudta megelőzni. Kimié lett a leggyorsabb kör a futamon 1:27,295-del. A versenyen a hőmérséklet elérte a 40 °C-ot is, ennek ellenére kevés kieső volt. Hatodik lett Kovalainen, hetedik Rosberg és nyolcadik Kubica.
A törökországi futam után Hamilton továbbra is vezetett, de előnye már csak 5 pont volt csapattársa, Fernando Alonso előtt. Massa 15, Räikkönen pedig 16 pontosra faragta hátrányát.

### Olasz nagydíj

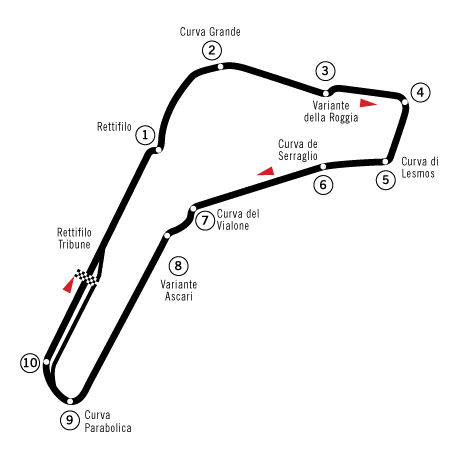
Autodromo Nazionale Monza

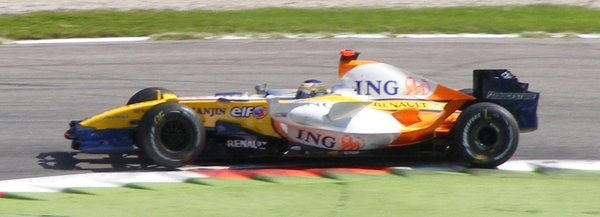
Fisichella Renault-val Monzában

Az év tizenharmadik versenyét, az olasz nagydíjat 2007. szeptember 9-én rendezték Monzában. A pályán egy kör 5,793 km, a verseny 53 körös volt.
Az első rajtkockát Alonso szerezte meg a McLarennel a Ferrari "hazai" pályáján 1:21,997-es idővel. Mögötte Hamilton, Massa és Heidfeld rajtolt. Massa a 10. körben autója felfüggesztésének meghibásodása miatt kiállt. Hamilton második boxkiállása után Räikkönen mögé tért vissza, azonban a 43. körben sikeresen visszaelőzte a finnt. Kubica a 46. körben megelőzte Rosberget, ami az ötödik helyet jelentette a lengyelnek. Massa mellett csak Coulthard esett ki a versenyből baleset miatt, amely miatt azonban bejött a biztonsági autó is. Negyedik lett Heidfeld, ötödik lett Kubica, hatodik lett Rosberg, hetedik lett Kovalainen és nyolcadik lett Jenson Button. Alonso futotta a leggyorsabb kört, ideje 1:22,871 volt.
Az olasz nagydíj után Alonso hátránya 3 pontra csökkent.

### Belga nagydíj

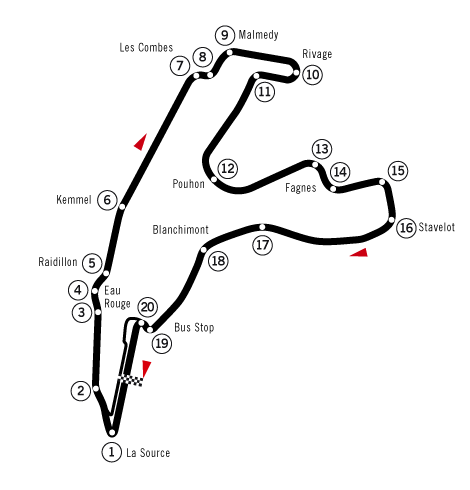
Circuit de Spa-Francorchamps

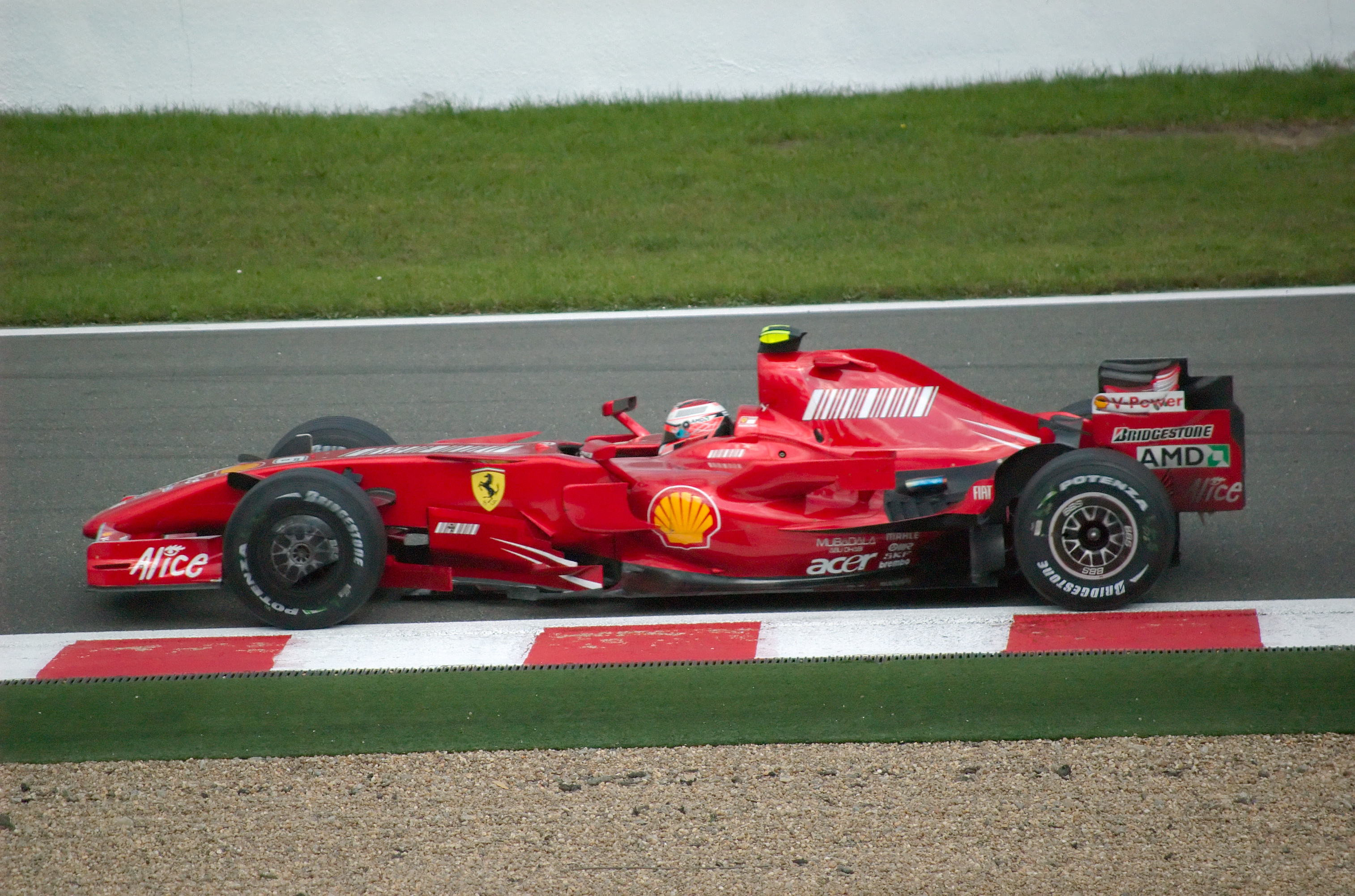
Räikkönen a belga nagydíjon

A tizennegyedik futamot, a belga nagydíjat 2007. szeptember 16-án rendezték Spában. A pályán egy kör 7,004 km, a verseny 44 körös volt.
Räikkönen az időmérő edzés harmadik szakaszában 1:45,994-es időt futott, megszerezte a pole-t Massa, Alonso és Hamilton előtt. Az első négy ebben a sorrendben ért célba is. Fisichella, Vettel, Coulthard, Wurz és Button technikai probléma miatt nem tudta befejezni a versenyt. A további pontszerzők Heidfeld, Rosberg, Webber és Kovalainen voltak. Massa 1:48,036-os idővel futotta a verseny leggyorsabb körét. A McLaren-Ferrari kémbotrány végeredményét ezen a versenyen hozták nyilvánosságra, melynek értelmében a McLarent kizárták a 2007. évi konstruktőri bajnokságból. A Ferrari kettős győzelme után ezzel megszerezte a 2007-es konstruktőri bajnoki címet.
A két mclarenes között a különbség 2 pontra csökkent.

### Japán nagydíj

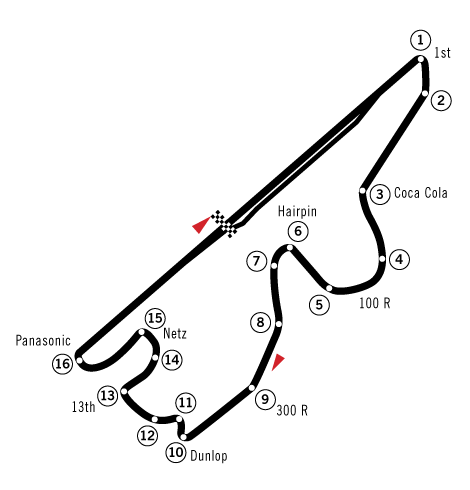
Fuji Speedway

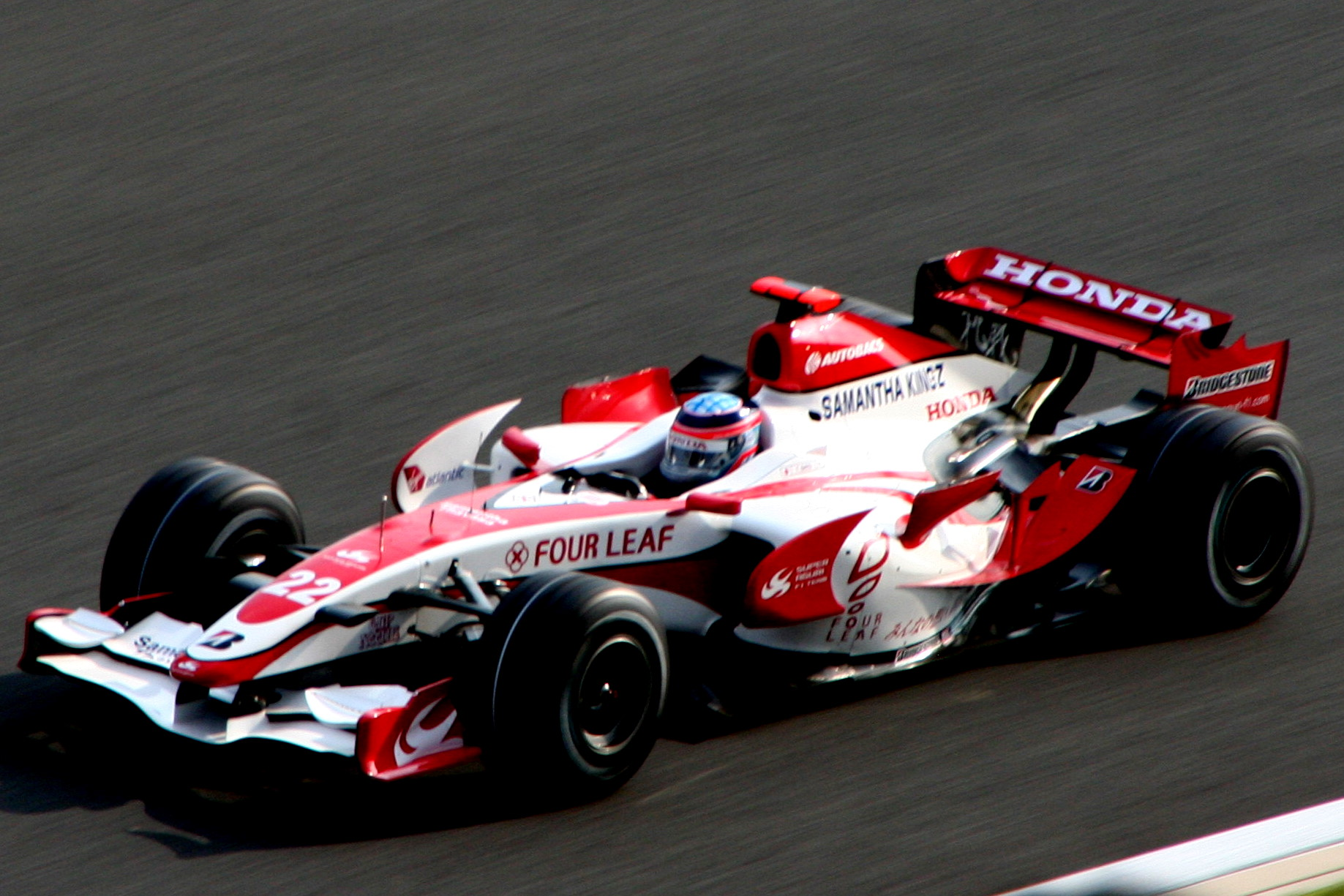
Szató a japán nagydíjon

A tizenötödik versenyt, a japán nagydíjat 2007. szeptember 30-án rendezték a Fuji Speedwayen. A pályán egy kör 4,563 km, a verseny 67 körös volt.
Az időmérő edzésen Hamilton a nedves pályán 1:25,368-as idővel Alonso és Räikkönen előtt végzett. A mezőny az erős eső miatt a biztonsági autóval indult el. A Ferrari versenyzői intermediate gumiabroncsokkal rajtoltak el a kötelező esőgumik helyett. Emiatt ki kellett állniuk, és mindkettő versenyzőnek ezzel elszálltak győzelmi esélyei. A 19. körben a biztonsági autó elengedte a mezőnyt. Alonso autója a 42. körben felúszott a pályán lévő vízre és a spanyol kiesett. Ezután beküldték a biztonsági autót, amely mögött nem sokkal az akkor harmadik Vettel a második, Red Bullos Webbernek ment neki. Mindkettő versenyző kiesett emiatt. Massa, aki bokszutca áthajtásos büntetést is kapott, az utolsó kanyarban megelőzte Kubicát és hatodik lett. Hamilton magabiztos előnnyel rajt-cél győzelmet aratott, övé lett a leggyorsabb kör is 1:28,193-as idővel. Kovalainen második lett nem sokkal Räikkönen előtt. Coulthard negyedik, Fisichella ötödik, Massa hatodik, Kubica hetedik lett. Liuzzit a verseny után néhány órával megbüntették 25 másodperccel, ezzel a kilencedik helyre esett vissza, Adrian Sutil pedig ezzel pontot szerzett a Spykernek.
Két versennyel a szezon vége előtt Hamilton 12 ponttal vezetett Alonso, 17-tel Räikkönen előtt.

### Kínai nagydíj

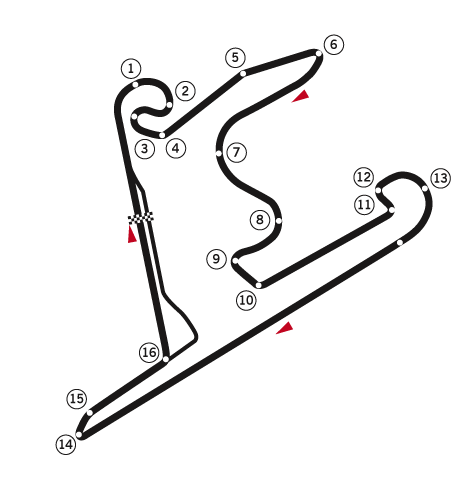
Shanghai International Circuit

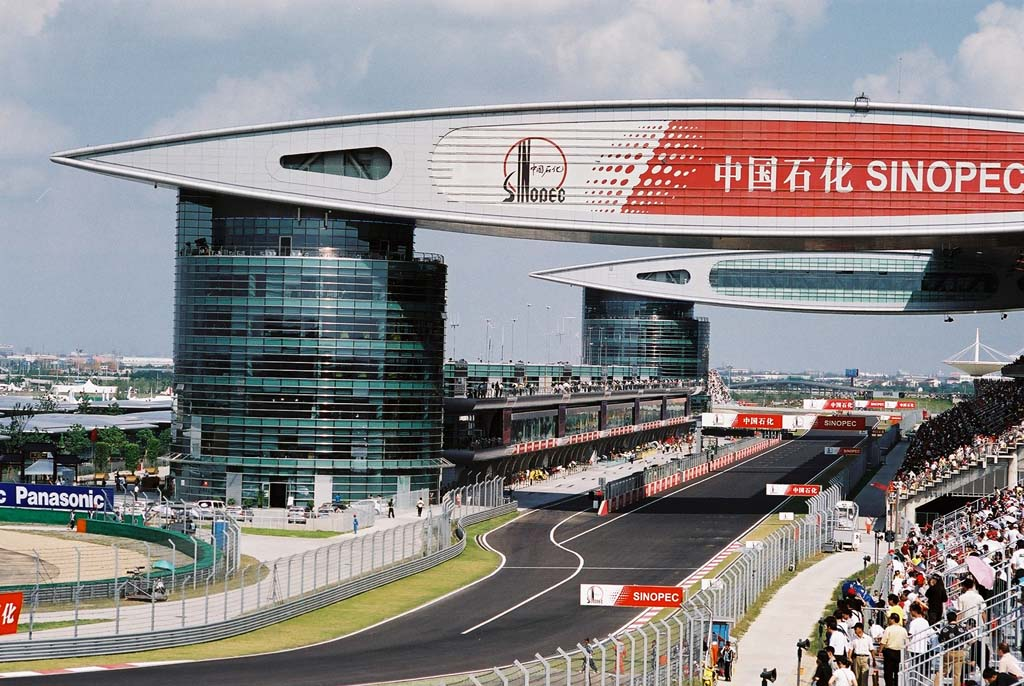
A kínai pálya célegyenese

2007 tizenhatodik versenyét, a kínai nagydíjat 2007. október 7-én rendezték Sanghajban. A pályán egy kör 5,451 km, a verseny 56 körös volt.
A McLarenes Lewis Hamilton 1:35,908-del megszerezte a pole-t Kínában Räikkönen, Massa és Alonso előtt. A versenyen változó volt az időjárás, volt hogy esett, majd a pálya ismét felszáradt. A verseny elején mindenki átmeneti, vagyis intermediate gumival rajtolt el. Lewis Hamiltont egyre kopottabb intermediate abroncsaival könnyedén megelőzte Räikkönen és Alonso megközelítete. A brit ekkor szándékozott kiállni a boxba, de nem sokkal a bokszutca bejárata előtt a kavicságyba került, mert nem tudta bevenni a ráfordító kanyart. A pályamunkások hiába próbálták Hamiltont a pályára visszatolni, az autó beásta magát a kavicságyba és a vb éllovasnak kénytelen volt feladnia a versenyt a 32. körben. Nem sokkal ezután Kubica állt az élre, akinek a győzelemre is esélye lett volna, de műszaki hiba miatt kiesett a lengyel. A verseny végeredménye Räikkönen győzelme volt Alonso és Massa előtt. A negyedik Vettel, az ötödik Button, a hatodik Liuzzi, a hetedik Heidfeld és a nyolcadik Coulthard lett. Massáé lett a leggyorsabb kör 1:37,454-del.
Az utolsó verseny előtt hárman voltak még esélyesek a világbajnoki címre: Alonso, Hamilton és Räikkönen. Hamiltonnak volt rá a legnagyobb esélye, mögötte Alonso 4, Räikkönen pedig 7 ponttal volt lemaradva.

### Brazil nagydíj

Autódromo José Carlos Pace

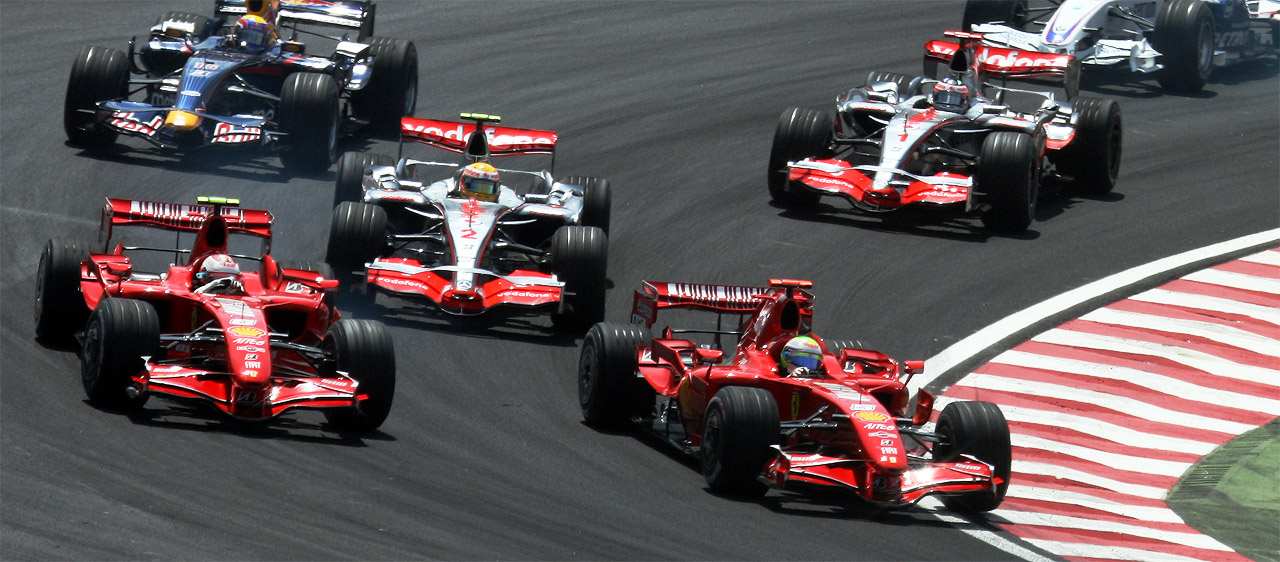
Az élmezőny a rajt utáni első kanyarban

A világbajnokság tizenhetedik, egyben utolsó versenyét, a brazil nagydíjat 2007. október 22-én rendezték Interlagosban. A pályán egy kör 4,309 km, a verseny 71 körös volt.
Felipe Massa 1:11,931-gyes idővel szerezte meg a pole-t Hamilton, Räikkönen és Alonso előtt. A rajtnál a két Ferrari állt az élre, Alonso megelőzte Hamiltont, aki megpróbálta visszaelőzni a spanyolt az első körben, de nem sikerült és kisodródott a pályáról a bukótérbe. Hamilton csak a kilencedik helyre tudott visszajönni. Ezután hamar visszaelőzött több versenyzőt, de a 12. körben ismeretlen okok miatt Hamilton autója megállt. Fél kör múlva "rendbe jött" autója, de ekkor már az utolsó helyen autózott. Ekkor Massa vezette a versenyt Räikkönen és Alonso előtt. Hamilton a hetedik helyre tudta felküzdeni magát, miközben Räikkönen megelőzte Massát a boxkiállásoknál. A végeredmény kettős Ferrari győzelem lett. A harmadik Alonso, a negyedik Rosberg, az ötödik Kubica, a hatodik Heidfeld, a hetedik Hamilton és a nyolcadik Jarno Trulli lett. Räikkönené lett a győzelem, a leggyorsabb kör (1:12.445) és a világbajnoki cím is.
Kimi Räikkönen megelőzte mindkét mclarenest pontosan egy ponttal. A második helyen pontegyenlőség alakult ki Hamilton és Alonso között. A brit lett a második, mert több második helyezése volt, mint Alonsónak.
A McLaren arra hivatkozva megóvta az interlagosi futam végeredményét, mert a Williams és a BMW Sauber csapat autóiban használt üzemanyag a megengedettnél hidegebb volt. Ha diszkvalifikálták volna az autókat, Hamilton lett volna a bajnok. Az FIA november 16-án elutasította a McLaren óvását, és hivatalosan is Räikkönen lett a bajnok.

## Végeredmény

### Nagydíjak
| #   | Nagydíj          | Pole-pozíció     | Leggyorsabb kör | Győztes pilóta  | Győztes konstruktőr | Összefoglaló |
| --- | ---------------- | ---------------- | --------------- | --------------- | ------------------- | ------------ |
| 769 | ausztrál nagydíj | Kimi Räikkönen   | Kimi Räikkönen  | Kimi Räikkönen  | Scuderia Ferrari    | Összefoglaló |
| 770 | maláj nagydíj    | Felipe Massa     | Lewis Hamilton  | Fernando Alonso | McLaren Mercedes    | Összefoglaló |
| 771 | bahreini nagydíj | Felipe Massa     | Felipe Massa    | Felipe Massa    | Scuderia Ferrari    | Összefoglaló |
| 772 | spanyol nagydíj  | Felipe Massa     | Felipe Massa    | Felipe Massa    | Scuderia Ferrari    | Összefoglaló |
| 773 | monacói nagydíj  | Fernando Alonso  | Fernando Alonso | Fernando Alonso | McLaren Mercedes    | Összefoglaló |
| 774 | kanadai nagydíj  | Lewis Hamilton   | Fernando Alonso | Lewis Hamilton  | McLaren Mercedes    | Összefoglaló |
| 775 | amerikai nagydíj | Lewis Hamilton   | Kimi Räikkönen  | Lewis Hamilton  | McLaren Mercedes    | Összefoglaló |
| 776 | francia nagydíj  | Felipe Massa     | Felipe Massa    | Kimi Räikkönen  | Scuderia Ferrari    | Összefoglaló |
| 777 | brit nagydíj     | Lewis Hamilton   | Kimi Räikkönen  | Kimi Räikkönen  | Scuderia Ferrari    | Összefoglaló |
| 778 | európai nagydíj  | Kimi Räikkönen   | Felipe Massa    | Fernando Alonso | McLaren Mercedes    | Összefoglaló |
| 779 | magyar nagydíj   | Lewis Hamilton * | Kimi Räikkönen  | Lewis Hamilton  | McLaren Mercedes ** | Összefoglaló |
| 780 | török nagydíj    | Felipe Massa     | Kimi Räikkönen  | Felipe Massa    | Scuderia Ferrari    | Összefoglaló |
| 781 | olasz nagydíj    | Fernando Alonso  | Fernando Alonso | Fernando Alonso | McLaren Mercedes    | Összefoglaló |
| 782 | belga nagydíj    | Kimi Räikkönen   | Felipe Massa    | Kimi Räikkönen  | Scuderia Ferrari    | Összefoglaló |
| 783 | japán nagydíj    | Lewis Hamilton   | Lewis Hamilton  | Lewis Hamilton  | McLaren Mercedes    | Összefoglaló |
| 784 | kínai nagydíj    | Lewis Hamilton   | Felipe Massa    | Kimi Räikkönen  | Scuderia Ferrari    | Összefoglaló |
| 785 | brazil nagydíj   | Felipe Massa     | Kimi Räikkönen  | Kimi Räikkönen  | Scuderia Ferrari    | Összefoglaló |

### Versenyzők
Pontozás:
| Helyezés | 1. | 2. | 3. | 4. | 5. | 6. | 7. | 8. | 9.-20. |
| -------- | -- | -- | -- | -- | -- | -- | -- | -- | ------ |
| Pont     | 10 | 8  | 6  | 5  | 4  | 3  | 2  | 1  | 0      |

| Helye | Pilóta               | Csapat         | AUS | MAS | BHR | ESP | MON | CAN | USA | FRA | GBR | EUR | HUN | TUR | ITA | BEL | JPN | CHN | BRA | Pont |
| ----- | -------------------- | -------------- | --- | --- | --- | --- | --- | --- | --- | --- | --- | --- | --- | --- | --- | --- | --- | --- | --- | ---- |
| 1     | Kimi Räikkönen       | Ferrari        | 1   | 3   | 3   | Ki  | 8   | 5   | 4   | 1   | 1   | Ki  | 2   | 2   | 3   | 1   | 3   | 1   | 1   | 110  |
| 2     | Lewis Hamilton       | McLaren        | 3   | 2   | 2   | 2   | 2   | 1   | 1   | 3   | 3   | 9   | 1   | 5   | 2   | 4   | 1   | Ki  | 7   | 109  |
| 3     | Fernando Alonso      | McLaren        | 2   | 1   | 5   | 3   | 1   | 7   | 2   | 7   | 2   | 1   | 4   | 3   | 1   | 3   | Ki  | 2   | 3   | 109  |
| 4     | Felipe Massa         | Ferrari        | 6   | 5   | 1   | 1   | 3   | KIZ | 3   | 2   | 5   | 2   | 13  | 1   | Ki  | 2   | 6   | 3   | 2   | 94   |
| 5     | Nick Heidfeld        | BMW Sauber     | 4   | 4   | 4   | Ki  | 6   | 2   | Ki  | 5   | 6   | 6   | 3   | 4   | 4   | 5   | 14  | 7   | 6   | 61   |
| 6     | Robert Kubica        | BMW Sauber     | Ki  | 18  | 6   | 4   | 5   | Ki  | EÜ  | 4   | 4   | 7   | 5   | 8   | 5   | 9   | 7   | Ki  | 5   | 39   |
| 7     | Heikki Kovalainen    | Renault        | 10  | 8   | 9   | 7   | 13  | 4   | 5   | 15  | 7   | 8   | 8   | 6   | 7   | 8   | 2   | 9   | Ki  | 30   |
| 8     | Giancarlo Fisichella | Renault        | 5   | 6   | 8   | 9   | 4   | KIZ | 9   | 6   | 8   | 10  | 12  | 9   | 12  | Ki  | 5   | 11  | Ki  | 21   |
| 9     | Nico Rosberg         | Williams       | 7   | Ki  | 10  | 6   | 12  | 10  | 16  | 9   | 12  | Ki  | 7   | 7   | 6   | 6   | Ki  | 16  | 4   | 20   |
| 10    | David Coulthard      | Red Bull       | Ki  | Ki  | Ki  | 5   | 14  | Ki  | Ki  | 13  | 11  | 5   | 11  | 10  | Ki  | Ki  | 4   | 8   | 9   | 14   |
| 11    | Alexander Wurz       | Williams       | Ki  | 9   | 11  | Ki  | 7   | 3   | 10  | 14  | 13  | 4   | 14  | 11  | 13  | Ki  | Ki  | 12  |     | 13   |
| 12    | Mark Webber          | Red Bull       | 13  | 10  | Ki  | Ki  | Ki  | 9   | 7   | 12  | Ki  | 3   | 9   | Ki  | 9   | 7   | Ki  | 10  | Ki  | 10   |
| 13    | Jarno Trulli         | Toyota         | 9   | 7   | 7   | Ki  | 15  | Ki  | 6   | Ki  | Ki  | 13  | 10  | 16  | 11  | 11  | 13  | 13  | 8   | 8    |
| 14    | Sebastian Vettel     | BMW/Toro Rosso |     |     |     |     |     |     | 8   |     |     |     | 16  | 19  | 18  | Ki  | Ki  | 4   | Ki  | 6    |
| 15    | Jenson Button        | Honda          | 15  | 12  | Ki  | 12  | 11  | Ki  | 12  | 8   | 10  | Ki  | Ki  | 13  | 8   | Ki  | 11  | 5   | Ki  | 6    |
| 16    | Ralf Schumacher      | Toyota         | 8   | 15  | 12  | Ki  | 16  | 8   | Ki  | 10  | Ki  | Ki  | 6   | 12  | 15  | 10  | Ki  | Ki  | 11  | 5    |
| 17    | Szató Takuma         | Super Aguri    | 12  | 13  | Ki  | 8   | 17  | 6   | Ki  | 16  | 14  | Ki  | 15  | 18  | 16  | 15  | 15  | 14  | 12  | 4    |
| 18    | Vitantonio Liuzzi    | Toro Rosso     | 14  | 17  | Ki  | Ki  | Ki  | Ki  | 17  | Ki  | 16  | Ki  | Ki  | 15  | 17  | 12  | 9   | 6   | 13  | 3    |
| 19    | Adrian Sutil         | Spyker         | 17  | Ki  | 15  | 13  | Ki  | Ki  | 14  | 17  | Ki  | Ki  | 17  | 21  | 19  | 14  | 8   | Ki  | Ki  | 1    |
| 20    | Rubens Barrichello   | Honda          | 11  | 11  | 13  | 10  | 10  | 12  | Ki  | 11  | 9   | 11  | 18  | 17  | 10  | 13  | 10  | 15  | Ki  | 0    |
| 21    | Scott Speed          | Toro Rosso     | Ki  | 14  | Ki  | Ki  | 9   | Ki  | 13  | Ki  | Ki  | Ki  |     |     |     |     |     |     |     | 0    |
| 22    | Nakadzsima Kazuki    | Williams       |     |     |     |     |     |     |     |     |     |     |     |     |     |     |     |     | 10  | 0    |
| 23    | Anthony Davidson     | Super Aguri    | 16  | 16  | 16  | 11  | 18  | 11  | 11  | Ki  | Ki  | 12  | Ki  | 14  | 14  | 16  | Ki  | Ki  | 14  | 0    |
| 24    | Jamamoto Szakon      | Spyker         |     |     |     |     |     |     |     |     |     |     | Ki  | 20  | 20  | 17  | 12  | 17  | Ki  | 0    |
| 25    | Christijan Albers    | Spyker         | Ki  | Ki  | 14  | 14  | 19  | Ki  | 15  | Ki  | 15  |     |     |     |     |     |     |     |     | 0    |
| 26    | Markus Winkelhock    | Spyker         |     |     |     |     |     |     |     |     |     | Ki  |     |     |     |     |     |     |     | 0    |

| Helyezés | +/- | Versenyző            | Csapat                          | Rajt | Győzelem | Dobogós helyezés | Pole pozíció | Leggyorsabb kör | Pont |
| -------- | --- | -------------------- | ------------------------------- | ---- | -------- | ---------------- | ------------ | --------------- | ---- |
| 1        | +4  | Kimi Räikkönen       | Ferrari                         | 17   | 6        | 12               | 3            | 6               | 110  |
| 2        | –   | Lewis Hamilton       | McLaren-Mercedes                | 17   | 4        | 12               | 6            | 2               | 109  |
| 3        | -2  | Fernando Alonso      | McLaren-Mercedes                | 17   | 4        | 12               | 2            | 2               | 109  |
| 4        | -1  | Felipe Massa         | Ferrari                         | 17   | 3        | 10               | 6            | 6               | 94   |
| 5        | +4  | Nick Heidfeld        | BMW Sauber                      | 17   | 0        | 2                | 0            | 0               | 61   |
| 6        | +10 | Robert Kubica        | BMW Sauber                      | 16   | 0        | 0                | 0            | 0               | 39   |
| 7        | –   | Heikki Kovalainen    | Renault                         | 17   | 0        | 1                | 0            | 0               | 30   |
| 8        | -4  | Giancarlo Fisichella | Renault                         | 17   | 0        | 0                | 0            | 0               | 21   |
| 9        | +8  | Nico Rosberg         | Williams-Toyota                 | 17   | 0        | 0                | 0            | 0               | 20   |
| 10       | +3  | David Coulthard      | Red Bull-Renault                | 17   | 0        | 0                | 0            | 0               | 14   |
| 11       | –   | Alexander Wurz       | Williams-Toyota                 | 16   | 0        | 1                | 0            | 0               | 13   |
| 12       | +2  | Mark Webber          | Red Bull-Renault                | 17   | 0        | 1                | 0            | 0               | 10   |
| 13       | -1  | Jarno Trulli         | Toyota                          | 17   | 0        | 0                | 0            | 0               | 8    |
| 14       | –   | Sebastian Vettel     | BMW Sauber / Toro Rosso-Ferrari | 8    | 0        | 0                | 0            | 0               | 6    |
| 15       | -9  | Jenson Button        | Honda                           | 17   | 0        | 0                | 0            | 0               | 6    |
| 16       | –6  | Ralf Schumacher      | Toyota                          | 17   | 0        | 0                | 0            | 0               | 5    |
| 17       | +6  | Szató Takuma         | Super Aguri-Honda               | 17   | 0        | 0                | 0            | 0               | 4    |
| 18       | +1  | Vitantonio Liuzzi    | Toro Rosso-Ferrari              | 17   | 0        | 0                | 0            | 0               | 3    |
| 19       | –   | Adrian Sutil         | Spyker-Ferrari                  | 18   | 0        | 0                | 0            | 0               | 1    |
| 20       | -13 | Rubens Barrichello   | Honda                           | 17   | 0        | 0                | 0            | 0               | 0    |
| 21       | -1  | Scott Speed          | Toro Rosso-Ferrari              | 17   | 0        | 0                | 0            | 0               | 0    |
| 22       | –   | Nakadzsima Kazuki    | Williams-Toyota                 | 1    | 0        | 0                | 0            | 0               | 0    |
| 23       | –   | Anthony Davidson     | Super Aguri-Honda               | 17   | 0        | 0                | 0            | 0               | 0    |
| 24       | +2  | Jamamoto Szakon      | Spyker-Ferrari                  | 7    | 0        | 0                | 0            | 0               | 0    |
| 25       | -3  | Christijan Albers    | Spyker-Ferrari                  | 9    | 0        | 0                | 0            | 0               | 0    |
| 26       | –   | Markus Winkelhock    | Spyker-Ferrari                  | 1    | 0        | 0                | 0            | 0               | 0    |

- +/- A versenyző helyezése a 2006-os világbajnoksághoz képest.

### Konstruktőrök
| Helye   | Konstruktőr        | Autó rajtszám | AUS | MAS | BHR | ESP | MON | CAN | USA | FRA | GBR | EUR | HUN | TUR | ITA | BEL | JPN | CHN | BRA | Pontok       |
| ------- | ------------------ | ------------- | --- | --- | --- | --- | --- | --- | --- | --- | --- | --- | --- | --- | --- | --- | --- | --- | --- | ------------ |
| 1       | Ferrari            | 5             | 6   | 5   | 1   | 1   | 3   | KIZ | 3   | 2   | 5   | 2   | 13  | 1   | Ki  | 2   | 6   | 3   | 2   | 204          |
| 1       | Ferrari            | 6             | 1   | 3   | 3   | Ki  | 8   | 5   | 4   | 1   | 1   | Ki  | 2   | 2   | 3   | 1   | 3   | 1   | 1   | 204          |
| 2       | BMW Sauber         | 9             | 4   | 4   | 4   | Ki  | 6   | 2   | Ki  | 5   | 6   | 6   | 3   | 4   | 4   | 5   | 14† | 7   | 6   | 101          |
| 2       | BMW Sauber         | 10            | Ki  | 18  | 6   | 4   | 5   | Ki  | 8   | 4   | 4   | 7   | 5   | 8   | 5   | 9   | 7   | Ki  | 5   | 101          |
| 3       | Renault            | 3             | 5   | 6   | 8   | 9   | 4   | KIZ | 9   | 6   | 8   | 10  | 12  | 9   | 12  | Ki  | 5   | 11  | Ki  | 51           |
| 3       | Renault            | 4             | 10  | 8   | 9   | 7   | 13† | 4   | 5   | 15  | 7   | 8   | 8   | 6   | 7   | 8   | 2   | 9   | Ki  | 51           |
| 4       | Williams-Toyota    | 16            | 7   | Ki  | 10  | 6   | 12  | 10  | Ki  | 9   | 12  | Ki  | 7   | 7   | 6   | 6   | Ki  | 16  | 4   | 33           |
| 4       | Williams-Toyota    | 17            | Ki  | 9   | 11  | Ki  | 7   | 3   | 10  | 14  | 13  | 4   | 14  | 11  | 13  | Ki  | Ki  | 12  | 10  | 33           |
| 5       | Red Bull-Renault   | 14            | Ki  | Ki  | Ki  | 5   | 14  | Ki  | Ki  | 13  | 11  | 5   | 11  | 10  | Ki  | Ki  | 4   | 8   | 9   | 24           |
| 5       | Red Bull-Renault   | 15            | 13  | 10  | Ki  | Ki  | Ki  | 9   | 7   | 12  | Ki  | 3   | 9   | Ki  | 9   | 7   | Ki  | 10  | Ki  | 24           |
| 6       | Toyota             | 11            | 8   | 15  | 12  | Ki  | 16  | 8   | Ki  | 10  | Ki  | Ki  | 6   | 12  | 15  | 10  | Ki  | Ki  | 11  | 13           |
| 6       | Toyota             | 12            | 9   | 7   | 7   | Ki  | 15  | Ki  | 6   | Ki  | Ki  | 13  | 10  | 16  | 11  | 11  | 13  | 13  | 8   | 13           |
| 7       | Toro Rosso-Ferrari | 18            | 14  | 17  | Ki  | Ki  | Ki  | Ki  | 17  | Ki  | 16  | Ki  | Ki  | 15  | 17  | 12  | 9   | 6   | 13  | 8            |
| 7       | Toro Rosso-Ferrari | 19            | Ki  | 14  | Ki  | Ki  | 9   | Ki  | 13  | Ki  | Ki  | Ki  | 16  | 19  | 18  | Ki  | Ki  | 4   | Ki  | 8            |
| 8       | Honda              | 7             | 15  | 12  | Ki  | 12  | 11  | Ki  | 12  | 8   | 10  | Ki  | Ki  | 13  | 8   | Ki  | 11† | 5   | Ki  | 6            |
| 8       | Honda              | 8             | 11  | 11  | 13  | 10  | 10  | 12  | Ki  | 11  | 9   | 11  | 18  | 17  | 10  | 13  | 10  | 15  | Ki  | 6            |
| 9       | Super Aguri-Honda  | 22            | 12  | 13  | Ki  | 8   | 17  | 6   | Ki  | 16  | 14  | Ki  | 15  | 18  | 16  | 15  | 15† | 14  | 12  | 4            |
| 9       | Super Aguri-Honda  | 23            | 16  | 16  | 16  | 11  | 18  | 11  | 11  | Ki  | Ki  | 12  | Ki  | 14  | 14  | 16  | Ki  | Ki  | 14  | 4            |
| 10      | Spyker-Ferrari     | 20            | 17  | Ki  | 15  | 13  | Ki  | Ki  | 15  | 17  | Ki  | Ki  | 17  | 21  | 19  | 14  | 8   | Ki  | Ki  | 1            |
| 10      | Spyker-Ferrari     | 21            | Ki  | Ki  | 14  | 14  | 19† | Ki  | 14  | Ki  | 15  | Ki  | Ki  | 20  | 20  | 17  | 12  | 17  | Ki  | 1            |
| KIZÁRVA | McLaren-Mercedes   | 1             | 2   | 1   | 5   | 3   | 1   | 7   | 2   | 7   | 2   | 1   | 4*  | 3   | 1   | 3   | Ki  | 2   | 3   | (218-15=203) |
| KIZÁRVA | McLaren-Mercedes   | 2             | 3   | 2   | 2   | 2   | 2   | 1   | 1   | 3   | 3   | 9   | 1*  | 5   | 2   | 4   | 1   | Ki  | 7   | (218-15=203) |
| Helye   | Konstruktőr        | Autó rajtszám | AUS | MAS | BHR | ESP | MON | CAN | USA | FRA | GBR | EUR | HUN | TUR | ITA | BEL | JPN | CHN | BRA | Pontok       |

* A McLarentől elvették a magyar nagydíjon szerzett pontjait.
| Helyezés | +/- | Csapat         | Modell | Motor    | Gumi | Start | Győzelem | Dobogós hely | Pole pozíció | Leggyorsabb kör | Pont       |
| -------- | --- | -------------- | ------ | -------- | ---- | ----- | -------- | ------------ | ------------ | --------------- | ---------- |
| 1        | +1  | Ferrari        | F2007  | Ferrari  | B    | 17    | 9        | 22           | 9            | 12              | 204        |
| 2        | +3  | BMW Sauber     | F1.07  | BMW      | B    | 17    | 0        | 2            | 0            | 0               | 101        |
| 3        | -2  | Renault        | R27    | Renault  | B    | 17    | 0        | 1            | 0            | 0               | 51         |
| 4        | +4  | Williams       | FW29   | Toyota   | B    | 17    | 0        | 1            | 0            | 0               | 33         |
| 5        | +2  | Red Bull       | RB3    | Renault  | B    | 17    | 0        | 1            | 0            | 0               | 24         |
| 6        | 0   | Toyota         | TF107  | Toyota   | B    | 17    | 0        | 0            | 0            | 0               | 13         |
| 7        | +2  | Toro Rosso     | STR2   | Ferrari  | B    | 17    | 0        | 0            | 0            | 0               | 8          |
| 8        | -4  | Honda          | RA107  | Honda    | B    | 17    | 0        | 0            | 0            | 0               | 6          |
| 9        | +2  | Super Aguri    | SA07   | Honda    | B    | 17    | 0        | 0            | 0            | 0               | 4          |
| 10       | 0*  | Spyker Ferrari | F8-VII | Ferrari  | B    | 17    | 0        | 0            | 0            | 0               | 1          |
| KIZÁRVA  | –8  | McLaren        | MP4-22 | Mercedes | B    | 17    | 8        | 24           | 8            | 5               | 218-15=203 |

- +/- A csapat helyezése 2006-hoz képest

* A csapat helyezése az előző évi jogelődjéhez képest (Midland F1 → Spyker Ferrari)

### Időmérő edzések
Színmagyarázat:
| Helyezés | Pole pozíció | A Q3-ba jutott | Kiesett a Q2-ben | Kiesett a Q1-ben | Nem kvalifikált | Nem vett részt | Kizárták |
| -------- | ------------ | -------------- | ---------------- | ---------------- | --------------- | -------------- | -------- |
| Színkód  | 1.           | 2–10.          | 11–16.           | 17–22.           | nk              | ni             | kiz      |

| Helyezés | Versenyző            | Rajt- szám | AUS | MAS | BHR | ESP | MON | CAN | USA | FRA | GBR | EUR | HUN | TUR | ITA | BEL | JPN | CHN | BRA |
| -------- | -------------------- | ---------- | --- | --- | --- | --- | --- | --- | --- | --- | --- | --- | --- | --- | --- | --- | --- | --- | --- |
| 1        | Kimi Räikkönen       | 6          | 1   | 3   | 3   | 3   | 15  | 4   | 4   | 3   | 2   | 1   | 4   | 3   | 5   | 1   | 3   | 2   | 3   |
| 2        | Lewis Hamilton       | 2          | 4   | 4   | 2   | 4   | 2   | 1   | 1   | 2   | 1   | 10  | 2   | 2   | 2   | 5   | 1   | 1   | 2   |
| 3        | Fernando Alonso      | 1          | 2   | 2   | 4   | 2   | 1   | 2   | 2   | 10  | 3   | 2   | 1†  | 4   | 1   | 3   | 2   | 4   | 4   |
| 4        | Felipe Massa         | 5          | 16† | 1   | 1   | 1   | 3   | 5   | 3   | 1   | 4   | 3   | 14  | 1   | 3   | 2   | 4   | 3   | 1   |
| 5        | Nick Heidfeld        | 9          | 3   | 5   | 5   | 7   | 7   | 3   | 5   | 7   | 9   | 4   | 3   | 6   | 4   | 7   | 5   | 8   | 6   |
| 6        | Robert Kubica        | 10         | 5   | 7   | 6   | 5   | 8   | 8   | EÜ  | 4   | 5   | 5   | 7   | 5   | 6   | 4†  | 10  | 9   | 7   |
| 7        | Heikki Kovalainen    | 4          | 13  | 11  | 12  | 8   | 14  | 19† | 6   | 6   | 7   | 7   | 12  | 7   | 7   | 10  | 12  | 13  | 17  |
| 8        | Giancarlo Fisichella | 3          | 6   | 12  | 7   | 10  | 4   | 9   | 10  | 5   | 8   | 13  | 8†  | 10  | 15  | 12† | 11  | 18  | 12  |
| 9        | Nico Rosberg         | 16         | 12  | 6   | 10  | 11  | 5   | 7   | 14  | 9   | 17  | 11  | 5   | 8   | 8   | 6   | 6†  | 16  | 10  |
| 10       | David Coulthard      | 14         | 19  | 13  | 21  | 9   | 16  | 14  | 11  | 16  | 12  | 20  | 11  | 13  | 20  | 13  | 13  | 5   | 9   |
| 11       | Alexander Wurz       | 17         | 15  | 20  | 11  | 18  | 11  | 20  | 17  | 18  | 13  | 12  | 13  | 16  | 13  | 16  | 18  | 19  |     |
| 12       | Mark Webber          | 15         | 7   | 10  | 8   | 19  | 6   | 6   | 9   | 14  | 11  | 6   | 10  | 12  | 11  | 8   | 8   | 7   | 5   |
| 13       | Jarno Trulli         | 12         | 8   | 8   | 9   | 6   | 13  | 10  | 8   | 8   | 10  | 8   | 9   | 9   | 9   | 9   | 14  | 14  | 8   |
| 14       | Sebastian Vettel     | 10/19      |     |     |     |     |     |     | 7   |     |     |     | 20  | 20  | 16  | 17  | 9   | 12† | 13  |
| 15       | Jenson Button        | 7          | 14  | 15  | 16  | 14  | 10  | 15  | 13  | 12  | 18  | 17  | 17  | 15† | 10  | 14  | 7   | 10  | 16  |
| 16       | Ralf Schumacher      | 11         | 9   | 9   | 14  | 17  | 20  | 18  | 12  | 11  | 6   | 9   | 6   | 18  | 18  | 11  | 16  | 6   | 15  |
| 17       | Szató Takuma         | 22         | 10  | 14  | 17  | 13  | 21  | 11  | 18  | 19† | 21  | 16  | 19  | 18  | 17  | 19  | 21  | 20  | 18  |
| 18       | Vitantonio Liuzzi    | 18         | 20  | 16  | 18  | 16  | 12  | 12  | 19  | 17  | 16  | 19  | 16  | 17  | 19  | 15  | 15  | 11  | 14  |
| 19       | Adrian Sutil         | 21         | 21  | 22  | 20  | 20  | 19  | 21  | 21  | 22  | 20  | 21  | 21  | 21  | 21  | 20  | 20  | 21  | 21  |
| 20       | Rubens Barrichello   | 8          | 17  | 19† | 15  | 12  | 9   | 13  | 15  | 13  | 14  | 14  | 18  | 14† | 12  | 18  | 17  | 17  | 11  |
| 21       | Scott Speed          | 19         | 18  | 17  | 19  | nk  | 18  | 16  | 20  | 15  | 15  | 18  |     |     |     |     |     |     |     |
| 22       | Nakadzsima Kazuki    | 17         |     |     |     |     |     |     |     |     |     |     |     |     |     |     |     |     | 19  |
| 23       | Anthony Davidson     | 23         | 11  | 18  | 13  | 15  | 17  | 17  | 16  | 20  | 19  | 15  | 15  | 11  | 14  | 21  | 19  | 15  | 20  |
| 24       | Jamamoto Szakon      | 20         |     |     |     |     |     |     |     |     |     |     | 22  | 22  | 22  | 22  | 22  | 22  | 22  |
| 25       | Christijan Albers    | 20         | 22  | 21  | 22  | 21  | nk  | 22  | 22  | 21  | 22  |     |     |     |     |     |     |     |     |
| 26       | Markus Winkelhock    | 20         |     |     |     |     |     |     |     |     |     | 22  |     |     |     |     |     |     |     |
| Helyezés | Versenyző            | Rajt- szám | AUS | MAS | BHR | ESP | MON | CAN | USA | FRA | GBR | EUR | HUN | TUR | ITA | BEL | JPN | CHN | BRA |

Megjegyzés:
A helyezések a világbajnokság pontversenyében elfoglalt pozíciót jelentik. A táblázatban az időmérő edzésen elért eredmények, és nem a végleges rajtpozíciók szerepelnek.
- † — A rajtpozíció változott az időmérő edzésen elért helyezéshez képest (nem számítva az egyik versenyző hátrasorolásából következő előrelépést). A részletekért lásd a futamok szócikkeit.

## Közvetítések
A 2007-es szezonban az RTL Klub csatorna közvetítette élőben az időmérő edzéseket és a futamokat. Első alkalommal az összes futamot meg is ismételték a társcsatorna Sportklubon. A magyar nagydíj kivételével valamennyi futamot a budapesti stúdióból kommentálták. A kommentátorok Palik László és Czollner Gyula voltak, Palikot szükség esetén Wéber Gábor helyettesítette szakkommentátorként. A helyszíni riporter Szujó Zoltán volt, váltótársa pedig Faragó András. A stúdióműsorokat Gyulai Balázs és Héder Barna vezették, állandó vendégeik Wéber Gábor és Szabó Róbert voltak.